# Liste von Persönlichkeiten der Stadt Toronto
Diese Liste zählt Personen auf, die in der kanadischen Stadt Toronto geboren wurden.

## 19. Jahrhundert

### 1801–1850

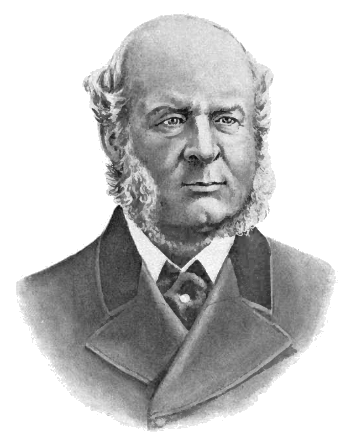
John Beverley Robinson
(1821–1896)

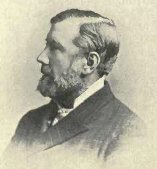
John Ross Robertson
(1841–1918)

- Robert Baldwin (1804–1858), Politiker und einer der Gründungsväter des heutigen Staates Kanada
- William Boulton (1812–1874), 8. Bürgermeister von Toronto
- John Beverley Robinson (1821–1896), 12. Bürgermeister von Toronto
- George William Allan (1822–1901), 11. Bürgermeister von Toronto
- Anderson Abbott (1837–1913), Arzt
- Hugh Archibald Clarke (1839–1927), Komponist
- Frank Bell (1840–1927), Politiker
- John Ross Robertson (1841–1918), Verleger, Philanthrop, Politiker und Eishockeyfunktionär
- William Barclay McMurrich (1842–1908), 23. Bürgermeister von Toronto

### 1851–1880

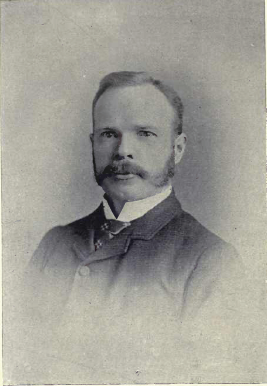
Emerson Coatsworth
(1854–1943)

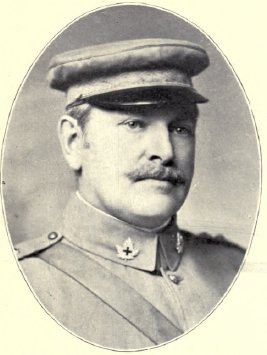
George Ryerson
(1855–1925)

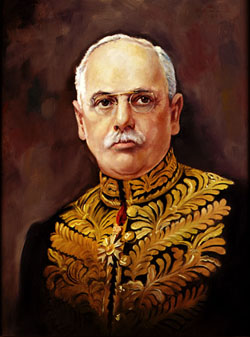
Francis Stillman Barnard
(1856–1936)

- Kate Vaughan (1852–1903), Tänzerin und Burlesque-Schauspielerin
- Emerson Coatsworth (1854–1943), 33. Bürgermeister von Toronto
- Robert John Fleming (1854–1925), 27. Bürgermeister von Toronto
- Geraldine Moodie (1854–1945), Fotopionierin
- George Ryerson (1855–1925), Rot-Kreuz-Pionier
- Francis Stillman Barnard (1856–1936), Politiker und Unternehmer
- Horatio Clarence Hocken (1857–1937), 36. Bürgermeister von Toronto
- Joseph Burr Tyrrell (1858–1957), Paläontologe und Geologe, Bergbauunternehmer und Forschungsreisender
- Alice Eastwood (1859–1953), US-amerikanische Botanikerin kanadischer Herkunft
- James Playfair McMurrich (1859–1939), Zoologe, Anatom und Medizinhistoriker
- Ella Cora Hind (1861–1942), Journalistin, Landwirtin und Frauenrechtlerin
- Harold Jarvis (1864–1924), Sänger
- Samuel McBride (1866–1936), 41. Bürgermeister von Toronto
- Thomas Langton Church (1870–1950), 37. Bürgermeister von Toronto
- Frank Rattray Lillie (1870–1947), Zoologe und Embryologe
- Maud Allan (1873–1956), Tänzerin
- Archie McEachern (1873–1902), Radrennfahrer
- Sidney Olcott (1873–1949), Filmproduzent
- Frank Welsman (1873–1952), Dirigent, Musikpädagoge und Pianist
- Charles Maguire (1875–1949), 38. Bürgermeister von Toronto
- William Wadsworth (1875–1971), Ruderer[1]
- Phil Boyd (1876–1967), Ruderer[2]
- Berton Churchill (1876–1940), Schauspieler
- Lina Drechsler Adamson (1876–1960), Geigerin und Musikpädagogin
- Rodolphe Plamondon (1876–1940), Sänger, Cellist und Musikpädagoge
- James Thomas Milton Anderson (1878–1946), Politiker und Lehrer
- Frank Blachford (1879–1957), Geiger, Musikpädagoge, Dirigent und Komponist
- Howard Lee McBain (1880–1936), US-amerikanischer Politikwissenschaftler
- Sidney Carter (1880–1956), Fotograf, Kunst- und Antiquitätenhändler

### 1881–1890
- Norway Jackes (1881–1964), Ruderer
- Gordon Balfour (1882–1949), Ruderer
- Frederick Conboy (1882–1949), 47. Bürgermeister von Toronto
- Edward Earle (1882–1972), kanadisch-US-amerikanischer Schauspieler
- Irvine Robertson (1882–1956), Ruderer
- Julius Thomson (1882–1940), Ruderer[3]
- William Eastcott (1883–1972), Sportschütze
- Thomas Loudon (1883–1968), Ruderer
- Edward Archibald (1884–1965), Leichtathlet
- Davidson Black (1884–1934), Arzt und Paläoanthropologe
- Calvin Bricker (1884–1963), Leichtathlet
- Walter Huston (1884–1950), Schauspieler
- Everard Butler (1885–1958), Ruderer
- Allan Dwan (1885–1981), Regisseur, Produzent, Drehbuchautor
- Orvil Elliott (1885–1954), Turner
- Charles Riddy (1885–1979), Ruderer[4]
- Arthur Jeffrey Dempster (1886–1950), Physiker
- Laura Hughes (1886–1966), Frauenrechtsaktivistin und Pazifistin
- Douglas Kertland (1887–1982), Ruderer
- Vincent Massey (1887–1967), Diplomat und Politiker
- Charles Seymour Wright (1887–1975), Physiker
- Frank Johnston (1888–1949), Maler und Kunstlehrer
- John Tait (1888–1971), Leichtathlet
- Ralph Day (1889–1976), 46. Bürgermeister von Toronto
- Allan Keith (1889–1953), Kunstturner
- John Stuart Morrison (1889–1975), Schachspieler
- William James Stewart (1889–1969), 43. Bürgermeister von Toronto
- Francis Patrick Carroll (1890–1967), römisch-katholischer Geistlicher und Bischof von Calgary
- Geoffrey Taylor (1890–1915), Ruderer[5]
- George Wright (1890–1973), Ruderer

### 1891–1900

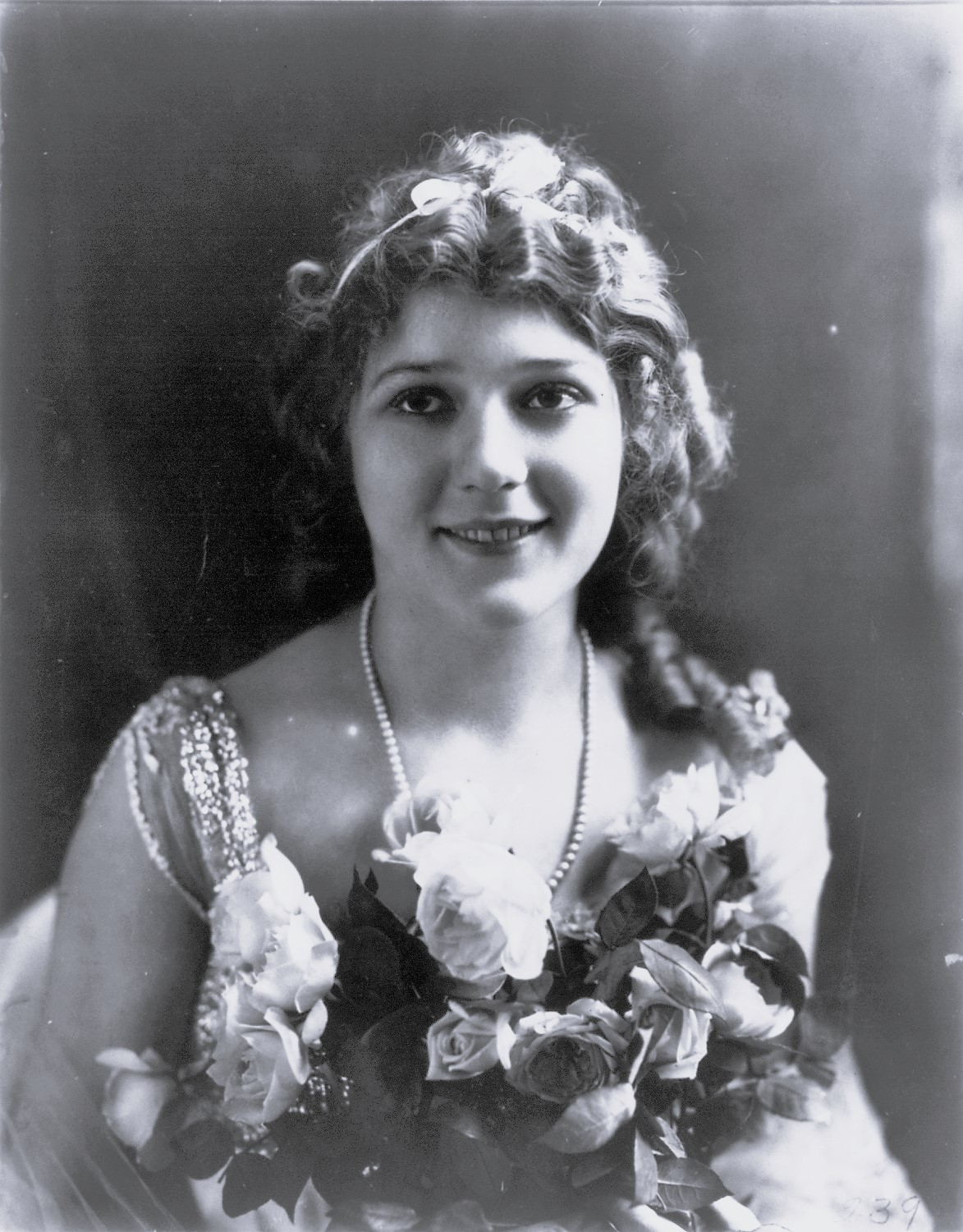
Mary Pickford
(1892–1979)

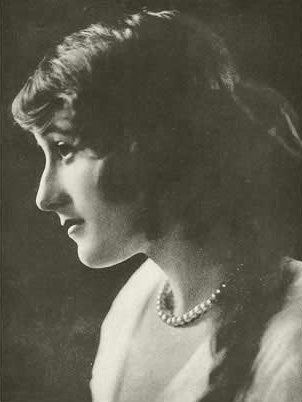
Grace Darmond
(1893–1963)

- Mary Pickford (1892–1979), Schauspielerin
- Grace Darmond (1893–1963), Stummfilmschauspielerin
- Harry Hemley Plaskett (1893–1980), Astronom
- Beatrice Lillie (1894–1989), Schauspielerin
- John Robert Cartwright (1895–1979), Richter
- Ernie Collett (1895–1951), Eishockeyspieler
- Frederick Goldwin Gardiner (1895–1983), Politiker und erster Präsident des Metropolitan Toronto
- George Hainsworth (1895–1950), Eishockeyspieler
- Conn Smythe (1895–1980), Eishockeyfunktionär
- Raymond Massey (1896–1983), Schauspieler
- Jack Pickford (1896–1933), Schauspieler
- Yvonne McKague Housser (1897–1996), Malerin und Kunstpädagogin der Moderne
- William Pate Mulock (1897–1954), Jurist und Politiker
- Lester Pearson (1897–1972), Politiker und Diplomat und Premierminister Kanadas
- A. J. Casson (1898–1992), Maler
- Roy Worters (1900–1957), Eishockeytorwart

## 20. Jahrhundert

### 1901–1910

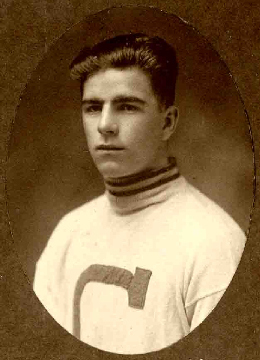
Hooley Smith
(1903–1963)

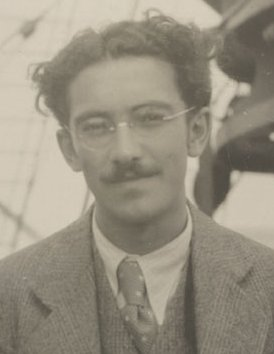
Murray Adaskin
(1906–2002)

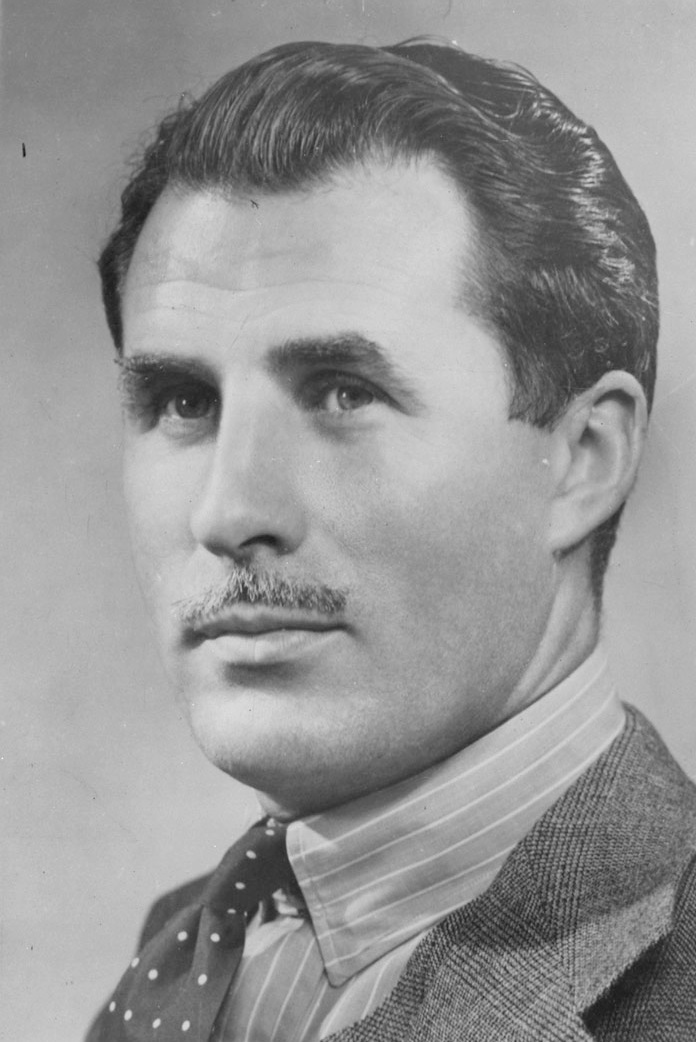
George Hees
(1910–1996)

- Isobel Kuhn (1901–1957), evangelische Missionarin und Autorin
- Bill Cockburn (1902–1975), Eishockeytorwart
- Lionel Conacher (1902–1954), Eishockeyspieler
- Myrtle Cook (1902–1985), Leichtathletin und Olympiasiegerin
- John Hand (1902–1967), Ruderer
- Edgar Norris (1902–1982), Ruderer
- Morley Callaghan (1903–1990), Schriftsteller
- Douglas Harkness (1903–1999), Politiker
- Frederick Hedges (1903–1989), Ruderer
- Allan Lamport (1903–1999), 50. Bürgermeister von Toronto
- Kay Petre (1903–1994), Autorennfahrerin und Journalistin
- Herbert Richardson (1903–1982), Ruderer
- Robert Hood Saunders (1903–1955), Politiker und Bürgermeister von Toronto
- Hooley Smith (1903–1963), Eishockeyspieler
- Murray Adaskin (1906–2002), Komponist und Dirigent
- Gilbert de Beauregard Robinson (1906–1992), Mathematiker
- Frenchy Belanger (1906–1969), Boxer im Fliegengewicht
- Maurice Solway (1906–2001), Geiger, Komponist und Musikpädagoge
- Frank Saker (1907–1980), Kanute
- Paul Scherman (1907–1996), Geiger und Dirigent
- Ethel Smith (1907–1979), Leichtathletin und Olympiasiegerin
- John Adaskin (1908–1964), Dirigent, Cellist und Rundfunkproduzent
- Percy Faith (1908–1976), Orchesterleiter
- Samuel Hersenhoren (1908–1982), Geiger und Dirigent
- Jack Murdoch (1908–1944), Ruderer
- Cecil Smith (1908–1997), Eiskunstläuferin
- Constance Wilson-Samuel (1908–1953), Eiskunstläuferin
- Ewart Bartley (1909–1987), Organist, Chorleiter, Musikpädagoge und Komponist
- Jack Bush (1909–1977), Maler
- Charlie Conacher (1909–1967), Eishockeyspieler
- Montgomery Wilson (1909–1964), Eiskunstläufer und Eiskunstlauftrainer
- Ralph E. Winters (1909–2004), Filmeditor
- John Blewett (1910–2000), Physiker
- George Hees (1910–1996), Politiker
- Albert Steinberg (1910–2003), Geiger und Dirigent

### 1911–1920

#### 1911–1915
- Ben Barzman (1911–1989), Drehbuchautor
- Tommy Ivan (1911–1999), Eishockeytrainer
- Busher Jackson (1911–1966), Eishockeyspieler
- Frederick Albert Urquhart (1911–2003), Zoologe und Lepidopterologe
- Eva Dawes (1912–2009), Leichtathletin
- Gil Evans (1912–1988), Jazzmusiker
- Eugene Kash (1912–2004), Geiger, Dirigent und Musikpädagoge
- Ida Krehm (1912–1998), Pianistin, Dirigentin und Musikpädagogin
- H. Gordon Skilling (1912–2001), Historiker und Hochschullehrer
- George Crompton (1913–1971), Radrennfahrer
- Hugh Garner (1913–1979), Schriftsteller
- Kenneth Glass (1913–1961), Regattasegler
- Hyman Goodman (1913–1994), Geiger und Musikpädagoge
- Lou Jacobi (1913–2009), Film- und Theaterschauspieler
- Martin Kamen (1913–2002), kanadisch-US-amerikanischer Physiker, Hochschullehrer
- Bob McLeod (1913–1958), Radrennfahrer
- Phil Stein (1913–1987), Eishockeyspieler
- John Weinzweig (1913–2006), Komponist
- Frank Gillis (1914–1999), Jazzpianist
- John Lemont (1914–2004), Filmregisseur, Drehbuchautor und Filmproduzent
- Albert Pratz (1914–1995), Geiger, Dirigent, Komponist und Musikpädagoge
- George B. Reynard (1914–2008), Botaniker, Vogelbeobachter und Bioakustiker
- Ivan Romanoff (1914–1997), Dirigent, Geiger, Arrangeur und Komponist
- Joe Shuster (1914–1992), US-amerikanischer Comiczeichner
- Morris Surdin (1914–1979), Komponist und Dirigent
- Margaret Drynan (1915–1999), Organistin und Chorleiterin, Komponistin und Musikpädagogin
- Mildred Fizzell (1915–1993), Leichtathletin
- Murray McEachern (1915–1982), Jazzmusiker
- Arnold Smith (1915–1994), Diplomat und ehemaliger Generalsekretär des Commonwealth of Nations
- Donald Dean Summerville (1915–1963), 53. Bürgermeister von Toronto

#### 1916–1920

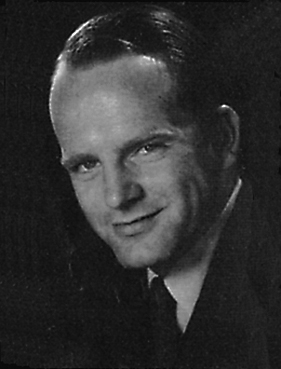
Bill Clifton
(1916–1967)

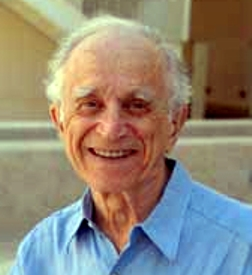
David Easton
(1917–2014)

- Bill Clifton (1916–1967), Jazzpianist
- Osborne Colson (1916–2006), Eiskunstläufer
- Roy Conacher (1916–1984), Eishockeyspieler
- Bill Durnan (1916–1972), Eishockeyspieler
- James Gayfer (1916–1997), Militärkapellmeister, Klarinettist, Organist und Chorleiter, Komponist und Musikpädagoge
- Pearse Lacey (1916–2014), römisch-katholischer Weihbischof
- Wilfred Cantwell Smith (1916–2000), Religions- und Islamwissenschaftler und Theologe
- David Easton (1917–2014), Politologe
- J. Norman Emerson (1917–1978), Archäologe
- Robert Farnon (1917–2005), Komponist, Dirigent, Arrangeur und Trompeter
- Irving Kaplansky (1917–2006), Mathematiker
- John Merivale (1917–1990), Schauspieler
- Stanley Solomon (1917–2015), Bratschist und Musikmanager
- Walter Yarwood (1917–1996), Maler und Bildhauer
- Louis Applebaum (1918–2000), Komponist
- Tom Daly (1918–2011), Filmproduzent
- James George (1918–2020), Diplomat
- George Grant (1918–1988), Philosoph und Hochschullehrer
- Alfred Gross (1918–2000), US-amerikanischer Elektroingenieur
- Punch Imlach (1918–1987), Eishockeytrainer und -funktionär
- Godfrey Ridout (1918–1984), Komponist und Musikpädagoge
- Georgie Auld (1919–1990), Jazzmusiker
- Gerald Bales (1919–2002), Organist, Pianist, Komponist, Chorleiter und Musikpädagoge
- J. M. S. Careless (1919–2009), Historiker
- Norman Lane (1919–2014), Kanute und Mathematiker
- Paul McLaughlin (1919–2000), Segler
- Mavor Moore (1919–2006), Autor, Librettist, Komponist, Musikkritiker und -pädagoge, Regisseur und Produzent
- Doug Peace (1919–2000), Radrennfahrer
- Lloyd Richards (1919–2006), Schauspieler und Theaterregisseur
- Howard Cable (1920–2016), Dirigent, Arrangeur und Komponist
- Robert Bell Clune (1920–2007), Bischof
- Alex Colville (1920–2013), Maler
- George Dunning (1920–1979), Filmregisseur und Animator
- William Hutt (1920–2007), Schauspieler
- Eleanor Koldofsky (1920–2023), Musik- und Filmproduzentin und Autorin
- John C. Mackie (1920–2008), Politiker
- Keith MacMillan (1920–1991), Musikproduzent, -verleger und -manager
- Gilbert Plass (1920–2004), Physiker

### 1921–1930

#### 1921–1925
- Barney Danson (1921–2011), Unternehmer und Politiker
- Earle Moss (1921–2003), Pianist und Musikpädagoge
- Claire Pratt (1921–1995), Grafikerin, Lyrikerin und Herausgeberin
- Philip Gerald Givens (1922–1995), 54. Bürgermeister von Toronto
- Larry D. Mann (1922–2014), Schauspieler und Synchronsprecher
- Kenneth Peacock (1922–2000), Komponist, Musikwissenschaftler und Pianist
- Bill Quackenbush (1922–1999), Eishockeyspieler
- Melissa Hayden (1923–2006), Balletttänzerin, Primaballerina
- Kenneth Lane (1923–2010), Kanute[6]
- Cathleen Synge Morawetz (1923–2017), Mathematikerin
- Reginald Palmer (1923–2016), Generalgouverneur von Grenada
- Miriam Schapiro (1923–2015), Künstlerin
- Kenneth Thomson, 2. Baron Thomson of Fleet (1923–2006), Unternehmer und Kunstmäzen
- Dennis Wrong (1923–2018), kanadisch-US-amerikanischer Soziologe
- Lloyd Bochner (1924–2005), Schauspieler
- John Coveart (1924–1987), Pianist und Musikpädagoge
- Victor Feldbrill (1924–2020), Dirigent und Geiger
- Dudley Garrett (1924–1944), Eishockeyspieler
- Thomas Hodgson (1924–2006), Künstler und Kanusportler
- Fannie Kauffman (1924–2009), kanadisch-mexikanische Schauspielerin
- Les Lye (1924–2009), Schauspieler und Moderator
- Alban Edward Quinn (1924–2010), Apostolischer Administrator von Sicuani
- Margaret E. Reesor (1924–2010), Klassische Philologin und Philosophiehistorikerin
- Harold Town (1924–1990), Maler und Grafiker
- Charmion King (1925–2007), Schauspielerin
- Lois Marshall (1925–1997), Sängerin und Gesangspädagogin
- Norman Rostoker (1925–2014), Physiker
- Sid Smith (1925–2004), Eishockeyspieler
- Harry Somers (1925–1999), Komponist
- Murray Waxman (1925–2022), Basketballspieler

#### 1926–1930

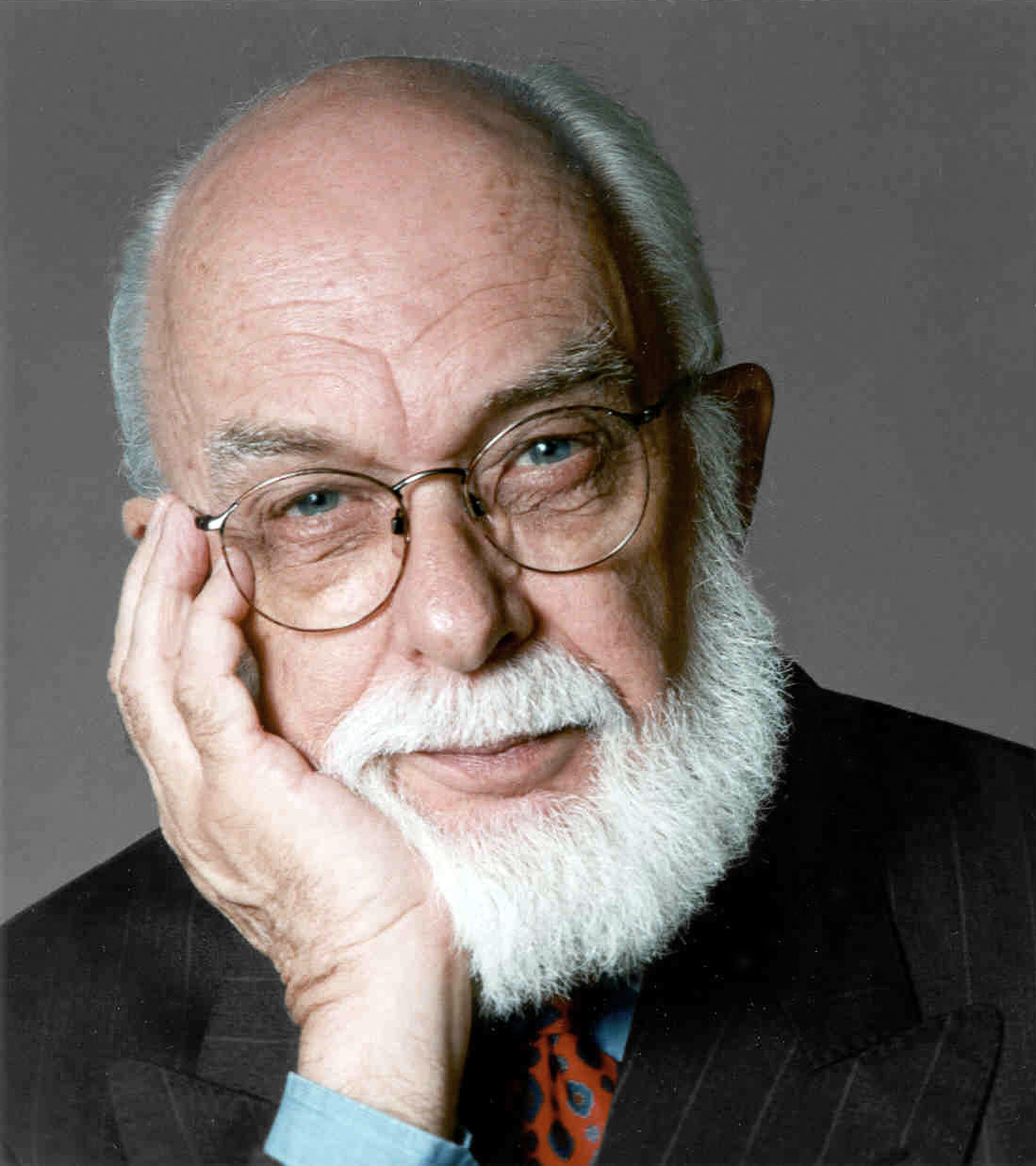
James Randi
(1928–2020)

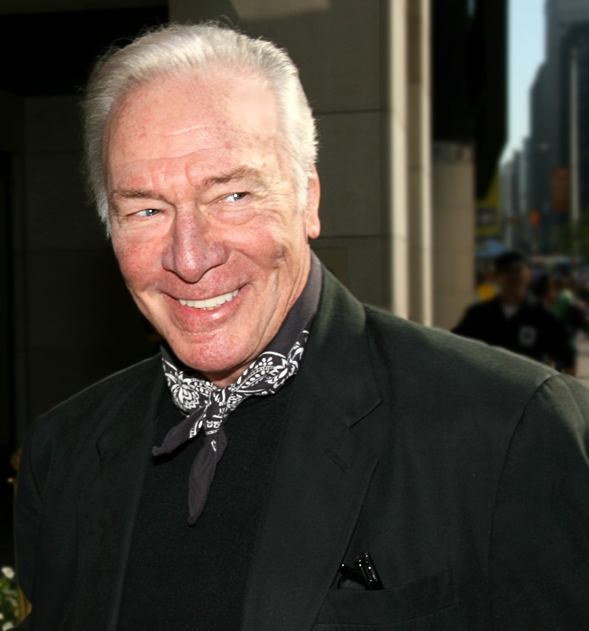
Christopher Plummer
(1929–2021)

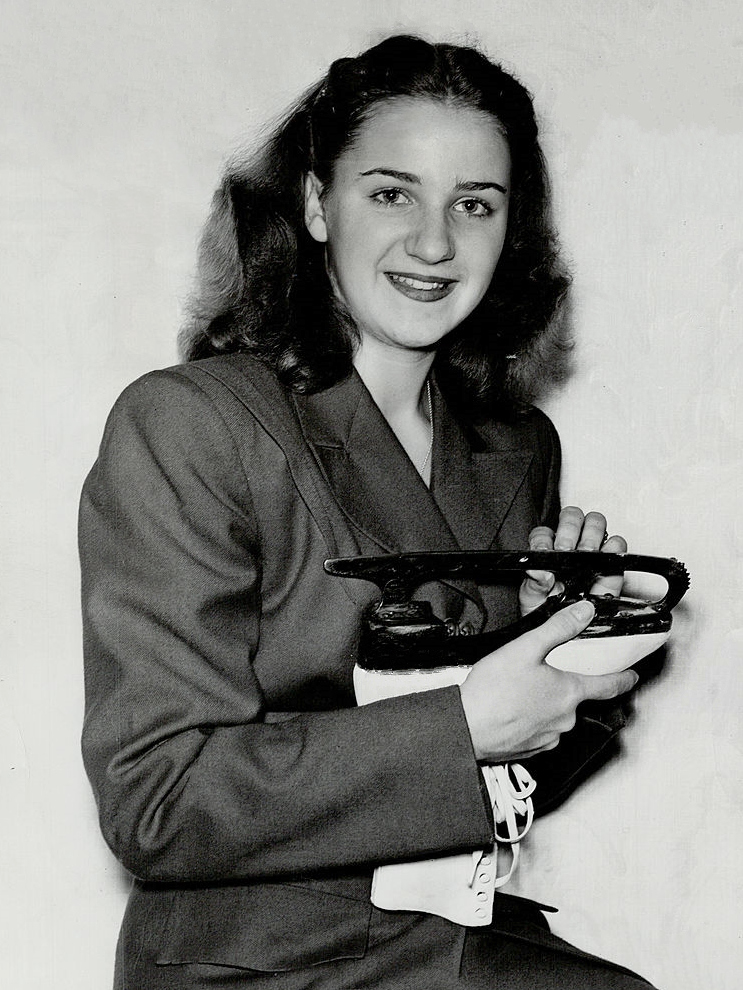
Suzanne Morrow
(1930–2006)

- Norris Bowden (1926–1991), Eiskunstläufer
- Murray Dowey (1926–2021), kanadischer Eishockeytorwart
- George Duff (1926–2001), Mathematiker
- Phyllis Gotlieb (1926–2009), Dichterin und Science-Fiction-Autorin
- Norman Jewison (1926–2024), Filmregisseur
- Ernest McCulloch (1926–2011), Hämatologe
- Al Mulock (1926–1968), Schauspieler und Regisseur
- Marjory Shedd (1926–2008), Badmintonspielerin
- Frank Miller (1927–2000), Politiker
- Geoffrey Arthur Holland Pearson (1927–2008), Diplomat, Botschafter
- John Colicos (1928–2000), Schauspieler
- Floyd Crawford (1928–2017), Eishockeyspieler
- Fred Glover (1928–2001), Eishockeyspieler und -trainer
- Harvey Hart (1928–1989), Filmregisseur und -produzent
- Moe Koffman (1928–2001), Jazzmusiker
- Earl Orser (1928–2004), Geschäftsmann
- Joseph Pach (* 1928), Geiger
- James Randi (1928–2020), Bühnenzauberer und Skeptiker
- Harry Rasky (1928–2007), Dokumentarfilmproduzent und -regisseur
- Paul Ronty (1928–2020), Eishockeyspieler
- Michael Snow (1928–2023), Künstler
- Robert Verrall (1928–2025), Filmproduzent
- Ann Colman (1929–2022), Eiskunstläuferin
- Frances Dafoe (1929–2016), Eiskunstläuferin
- Frank Gehry (* 1929), Architekt und Designer
- Frederick Henry (1929–2013), Radrennfahrer
- Ross Honsberger (1929–2016), Mathematiker
- Howie Lee (1929–2014), Eishockeyspieler
- Edmond Levy (1929–1998), Filmregisseur, Drehbuchautor und Filmproduzent
- Christopher Plummer (1929–2021), Schauspieler
- Shane Rimmer (1929–2019), Schauspieler
- Joyce Sullivan (1929–2017), Sängerin
- Eric Wright (1929–2015), Schriftsteller und Hochschullehrer
- Frank Wright (1929–2021), Jazzmusiker
- Timothy Findley (1930–2002), Schriftsteller
- Graham Jarvis (1930–2003), Schauspieler
- Robert H. MacArthur (1930–1972), US-amerikanischer Ökologe
- Robert McLellan Bateman (* 1930), Naturmaler, Naturfotograf und Geograph
- Suzanne Morrow (1930–2006), Eiskunstläuferin
- Joan Rowland (* 1930), Pianistin

### 1931–1940

#### 1931–1935
- Milton Barnes (1931–2001), Jazzschlagzeuger, Komponist und Dirigent
- Wray Downes (1931–2020), Jazzpianist
- Warren Godfrey (1931–1997), Eishockeyspieler
- Eric Jubb (* 1931), Schwimmer
- Ted Kotcheff (1931–2025), kanadischer Regisseur bulgarischer Abstammung
- Morley Safer (1931–2016), Reporter und Korrespondent
- John Stratton (1931–2001), Sänger, Musikhistoriker und -produzent
- Joyce Wieland (1931–1998), Filmregisseurin, Filmemacherin und Mixed-Media Künstlerin
- Charles Wilson (1931–2019), Komponist, Chorleiter und Musikpädagoge
- Martin Friedland (* 1932), Jurist und Schriftsteller
- David Gauthier (1932–2023), Philosoph
- Glenn Gould (1932–1982), Pianist, Komponist, Musikautor
- Daryl Irvine (1932–2020), Pianistin und Musikpädagogin
- Hugh Orr (* 1932), Flötist, Musikpädagoge und Instrumentenbauer
- Barclay Palmer (1932–2020), britischer Leichtathlet
- Steven Staryk (* 1932), Geiger und Musikpädagoge
- Ruth Watson Henderson (* 1932), Komponistin, Pianistin und Musikpädagogin
- Earl Balfour (1933–2018), kanadischer Eishockeyspieler
- Walter Buczynski (* 1933), Pianist, Komponist und Musikpädagoge
- Marian Engel (1933–1985), Schriftstellerin
- Sidney J. Furie (* 1933), Filmregisseur und Filmproduzent
- Buddy Horne (1933–1977), Eishockeyspieler, Bronzemedaillengewinner bei Olympia
- Anne Innis Dagg (1933–2024), Zoologin
- William Kahan (* 1933), Mathematiker und Informatiker
- Mel Lastman (1933–2021), 62. Bürgermeister von Toronto
- Edward Samuel Rogers Jr. (1933–2008), Unternehmer
- Joe Rosenblatt (1933–2019), Dichter, Schriftsteller und Maler
- Richard Williams (1933–2019), Trickfilmer, Regisseur und Filmproduzent
- Bill Colvin (1934–2010), Eishockeyspieler
- Stan Daniels (1934–2007), Sitcom-Autor
- Douglas Kirkland (1934–2022), amerikanischer Fotograf
- Roger Neilson (1934–2003), Eishockeytrainer
- Bill Brack (* 1935), Autorennfahrer
- Carol Coombs (* 1935), kanadischstämmige US-amerikanische Schauspielerin
- Billy Harris (1935–2001), Eishockeyspieler und -trainer
- Don Lewis (1935–2006), Theaterschauspieler und Designer
- Norbert R. Morgenstern (* 1935), Bauingenieur
- Anne Marie Moss (1935–2012), Jazzsängerin
- Fred Stone (1935–1986), Flügelhornist, Trompeter und Komponist
- Barry Stroud (1935–2019), Philosoph und Philosophiehistoriker
- Diana van der Vlis (1935–2001), Schauspielerin
- Tom Watt (* 1935), Eishockeytrainer
- Al Waxman (1935–2001), Schauspieler und Regisseur

#### 1936–1940

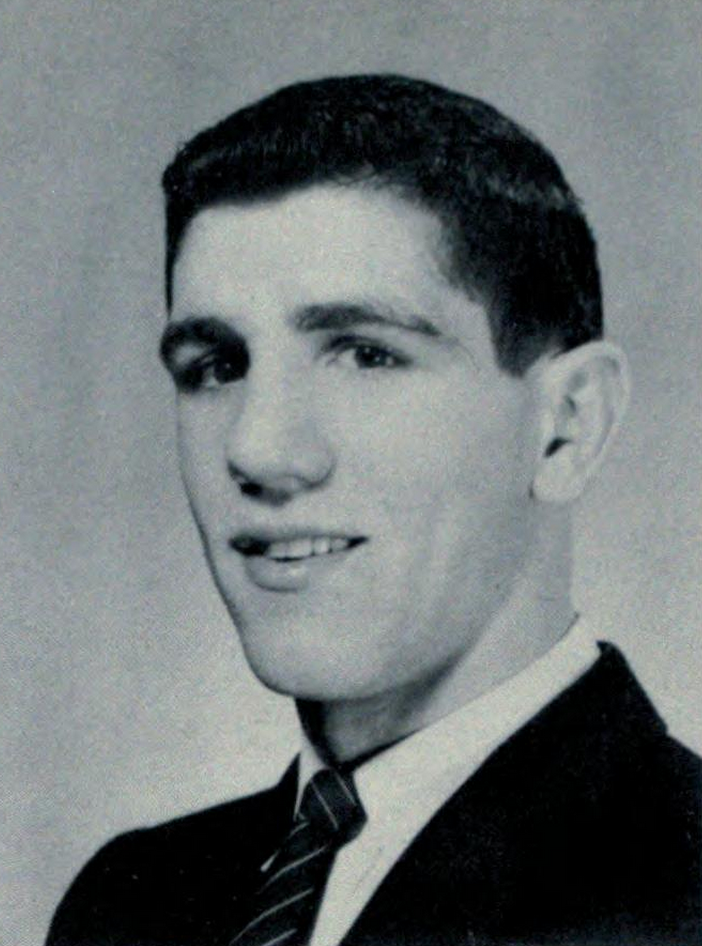
Lou Angotti
(1938–2021)

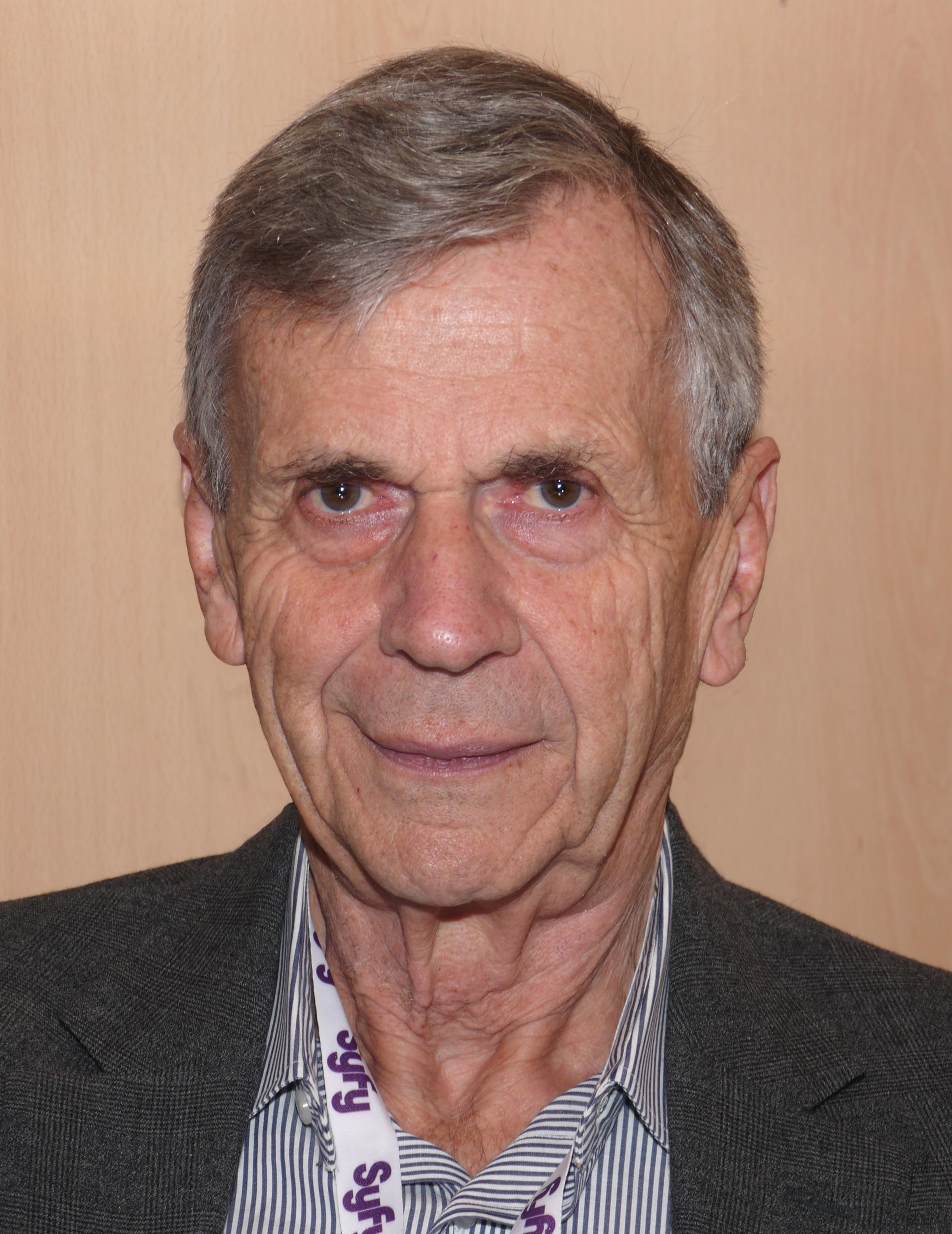
William Bruce Davis
(* 1938)

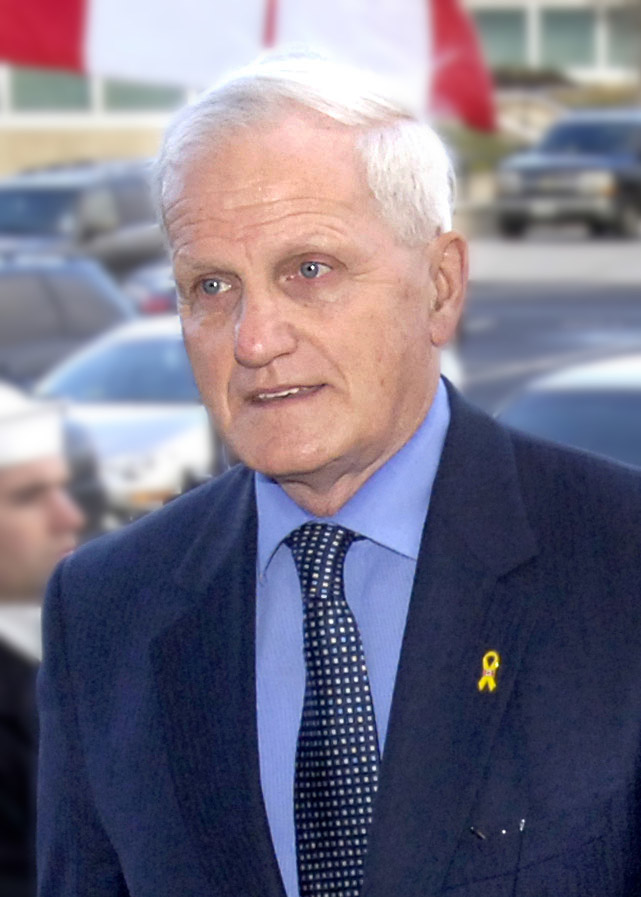
Gordon O’Connor
(* 1939)

- David Crombie (* 1936), Politiker, Professor und Fachberater
- Jim Galloway (1936–2014), Jazz-Sopransaxophonist
- Karl-Heinrich von Groddeck (1936–2011), Ruderer
- Paul Kilburn (1936–2020), Pianist, Komponist und Musikpädagoge
- Robert Klymasz (1936–2024), Ethnologe und Volksliedforscher
- Martin Lager (* 1936), Schauspieler, Schriftsteller und Drehbuchautor
- George Chuvalo (* 1937), Boxer
- John D’Amico (1937–2005), Eishockeyschiedsrichter
- Ralph Kent-Cooke (1937–1995), US-amerikanischer Autorennfahrer
- Fred Markus (1937–2022), Radrennfahrer
- Barbara McDougall (* 1937), Politikerin
- Patricia Parr, Pianistin, Musikpädagogin und Komponistin
- Robert Paul (1937–2024), Eiskunstläufer
- Sylvia Rickard (* 1937), Komponistin
- Charles Snelling (* 1937), Eiskunstläufer
- Lou Angotti (1938–2021), Eishockeyspieler und -trainer
- Alan Bradley (* 1938), Autor
- Carl Brewer (1938–2001), Eishockeyspieler
- Denise Cronenberg (1938–2020), Kostümdesignerin
- William Bruce Davis (* 1938), Schauspieler
- Anne Helm (* 1938), Schauspielerin
- Andrew Hutchison (* 1938), Primas der Anglican Church of Canada
- Peter Jennings (1938–2005), Journalist
- Donald MacLeod (1938–2015), Skilangläufer
- Erna Paris (1938–2022), Journalistin und Sachbuchautorin
- Donald Shebib (1938–2023), Filmregisseur
- Teresa Stratas (* 1938), Sopranistin
- Barbara Wagner (* 1938), Eiskunstläuferin
- Norman Elder (1939–2003), Spring- und Vielseitigkeitsreiter und Autor
- Bruce Mather (* 1939), Komponist
- Gordon O’Connor (* 1939), General und Politiker
- Terry Maxwell Seward (1940–2022), Geochemiker und Professor
- Al Stanwyck (1939–2021), Jazz- und Studiomusiker
- R. Dean Taylor (1939–2022), Sänger, Songschreiber und Produzent
- Bill White (1939–2017), Eishockeyspieler
- Irving Abella (1940–2022), Schriftsteller und Historiker
- John Clute (* 1940), Literaturkritiker, Publizist und Lexikograf im Bereich von Science-Fiction und Fantasy
- Bram Morrison (* 1940), Schauspieler, Sänger und Gitarrist
- John Sewell (* 1940), Politiker und Publizist
- Suzanne Shulman (* 1940), Flötistin und Musikpädagogin

### 1941–1950

#### 1941–1945
- John Friedlander (* 1941), Mathematiker
- Paul F. Hoffman (* 1941), Geologe

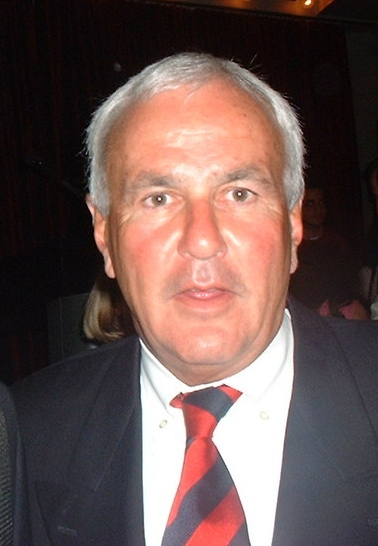
David Peterson
(* 1943)

- Guy Revell (1941–1981), Eiskunstläufer
- Robert J. Birgeneau (* 1942), Physiker
- Gail Bowen (* 1942), Schriftstellerin, Hochschullehrerin und Dramatikerin
- Brian W. Kernighan (* 1942), Informatiker
- Nancy Ruth (* 1942), Politikerin
- Graham Townsend (1942–1998), Fiddler, Mandolinist, Pianist und Komponist
- John Mills-Cockell (* 1943), Komponist
- David Cronenberg (* 1943), Regisseur
- Jim Devellano (* 1943), Eishockey- und Baseballfunktionär
- William Dear (* 1943), Filmregisseur, Drehbuchautor und Filmproduzent
- Paul Dutton (1943–2025), Klangpoet, Autor und Improvisationsmusiker
- Art Eggleton (* 1943), Bürgermeister Torontos
- Sharon Hampson (* 1943), Schauspielerin und Sängerin
- John Mills-Cockell (* 1943), Komponist
- David Peterson (* 1943), Politiker
- Robbie Robertson (1943–2023), Rockmusiker
- R. Brent Tully (* 1943), US-amerikanischer Astronom und Kosmologe
- Bruce Carlson (* 1944), Komponist
- John Rea (* 1944), Komponist
- Fred Stanfield (1944–2021), Eishockeyspieler und -trainer
- David Bailey (Leichtathlet) (1945–2022), Leichtathlet und Pharmakologe
- George Eaton (* 1945), Autorennfahrer
- Joy Fielding (* 1945), Schriftstellerin
- Alex Pauk (* 1945), Komponist, Dirigent und Musikpädagoge
- Montgomery Slatkin (* 1945), kanadisch-US-amerikanischer Zoologe und Mathematiker
- Neil Young (* 1945), Rockmusiker

#### 1946–1950
- Edward Bierstone (* 1946), Mathematiker

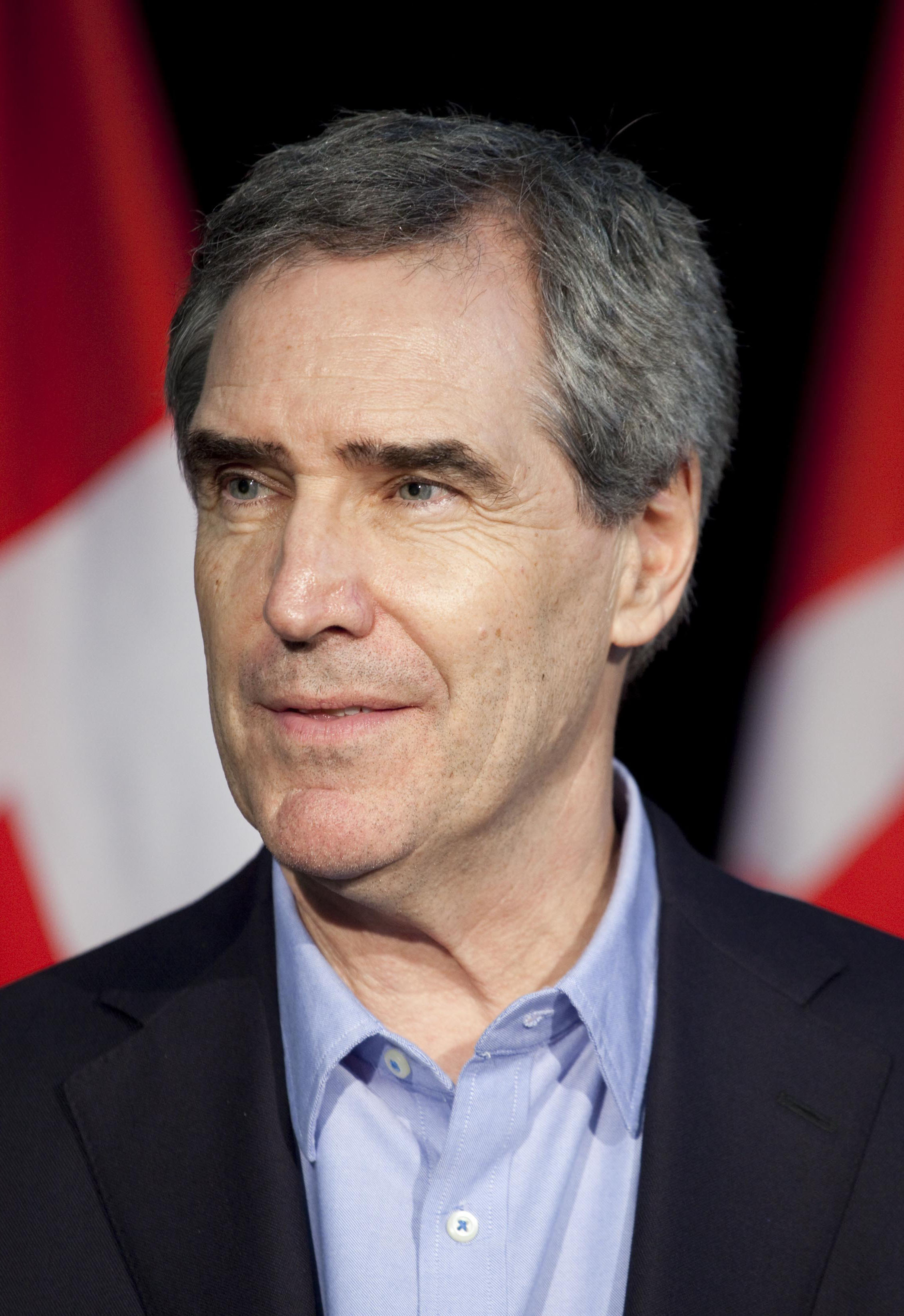
Michael Ignatieff
(* 1947)

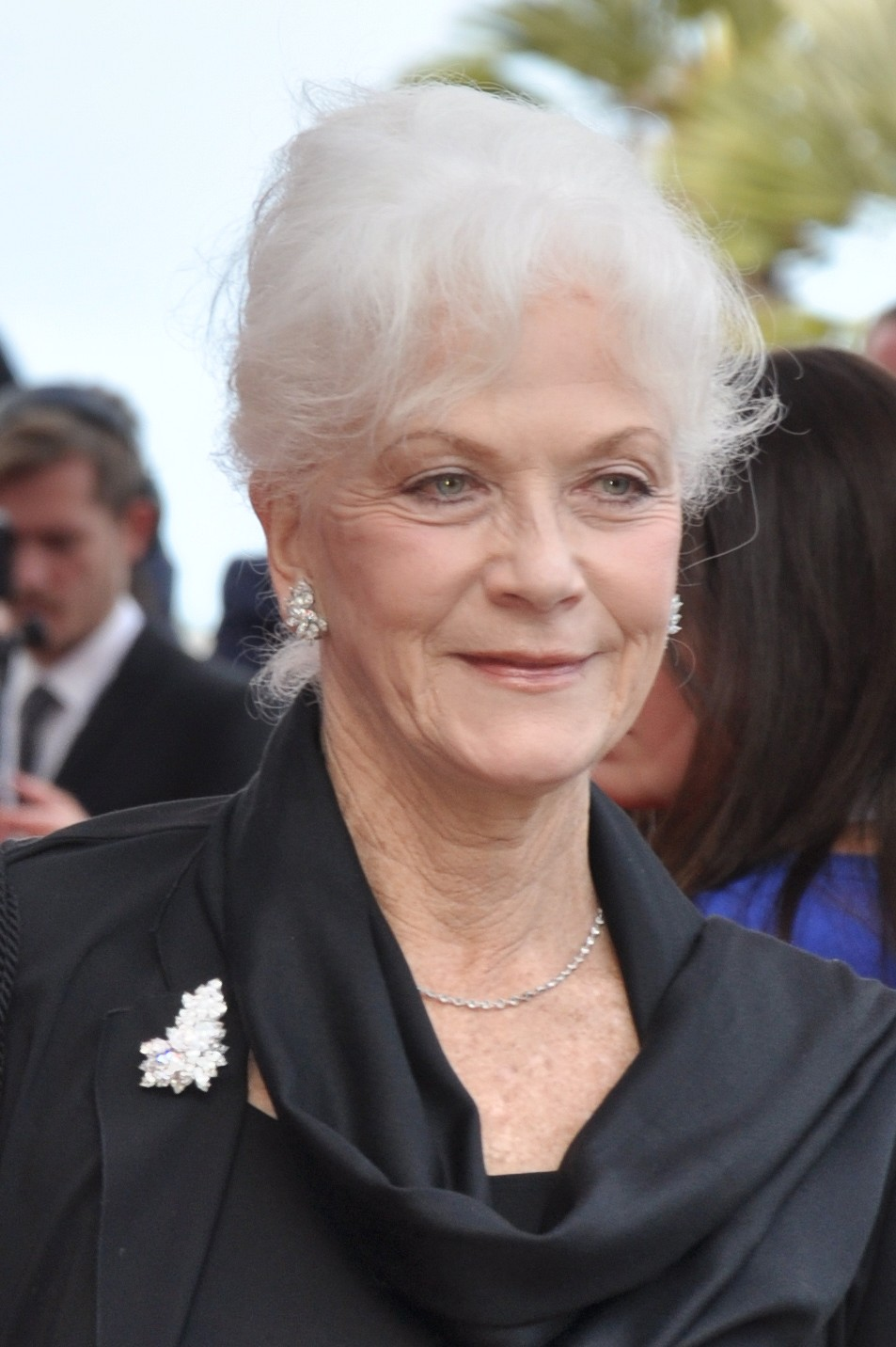
Linda Thorson
(* 1947)

- Mike Byers (1946–2010), Eishockeyspieler
- Buddy Cage (1946–2020), Musiker
- Christopher Dalton (1946–2016), Filmproduzent, Drehbuchautor und Herstellungsleiter
- Chris Evans (1946–2000), Eishockeyspieler
- Howard Shore (* 1946), Komponist und Dirigent
- Debbi Wilkes (* 1946), Eiskunstläuferin
- Maude Barlow (* 1947), Schriftstellerin und Aktivistin
- Paul Crawford (* 1947), Komponist, Organist, Rundfunkproduzent und Musikpädagoge
- Tim Ecclestone (1947–2024), Eishockeyspieler
- Clifford Ford (* 1947), Komponist und Musikpädagoge
- Steven Gellman (* 1947), Komponist, Pianist und Musikpädagoge
- Michael Ignatieff (* 1947), Historiker, Autor, Journalist und Politiker
- Robert Iscove (* 1947), Filmregisseur und -produzent
- Danny Lawson (1947–2008), Eishockeyspieler
- Bill Mockridge (* 1947), Schauspieler und Kabarettist
- Kevin O’Shea (1947–2010), Eishockeyspieler
- Paul Savage (* 1947), Curler
- Linda Thorson (* 1947), Schauspielerin
- Barry Wilkins (1947–2011), Eishockeyspieler
- Erica Goodman (* 1948), Harfenistin
- George Morrison (1948–2008), Eishockeyspieler
- Brad Park (* 1948), Eishockeyspieler
- Michael Prue (* 1948), Politiker
- Barry Sonshine (1948–2020), Vielseitigkeitsreiter
- Barbara Welch (* 1948), Badmintonspielerin
- John Wright (* 1948), Eishockeyspieler
- Doug Acomb (* 1949), Eishockeyspieler
- Dave Burrows (* 1949), Eishockeyspieler
- Terry Caffery (1949–2022), Eishockeyspieler
- Graydon Carter (* 1949), Journalist
- Rick Dudley (* 1949), Eishockeyspieler, -trainer und -funktionär
- Bob Ezrin (* 1949), Musiker und Plattenproduzent
- Tony Featherstone (1949–2021), Eishockeyspieler
- Larry Fullan (* 1949), Eishockeyspieler
- Heather Menzies (1949–2017), Schauspielerin
- David Poile (* 1949), Eishockeytrainer
- Ross Webley (* 1949), Eishockeyspieler
- Carolyn Bennett (* 1950), Ärztin und Politikerin
- J. Richard Bond (* 1950), Astrophysiker und Kosmologe
- John Candy (1950–1994), Komiker und Schauspieler
- Anne Carson (* 1950), Dichterin, Essayistin, Übersetzerin und Klassische Philologin
- Michael Ironside (* 1950), Schauspieler
- Mark Irwin (* 1950), Kameramann
- Brent Meeke (* 1950), Eishockeyspieler
- Kieran Overs (* 1950), Jazzmusiker
- Paul Watson (* 1950), Gründer von Sea Shepherd
- John Willinsky (* 1950), Sozialwissenschaftler
- John Wood (1950–2013), Kanute[7]
- Robert Young (1950–2017), Politikwissenschaftler

### 1951–1960

#### 1951

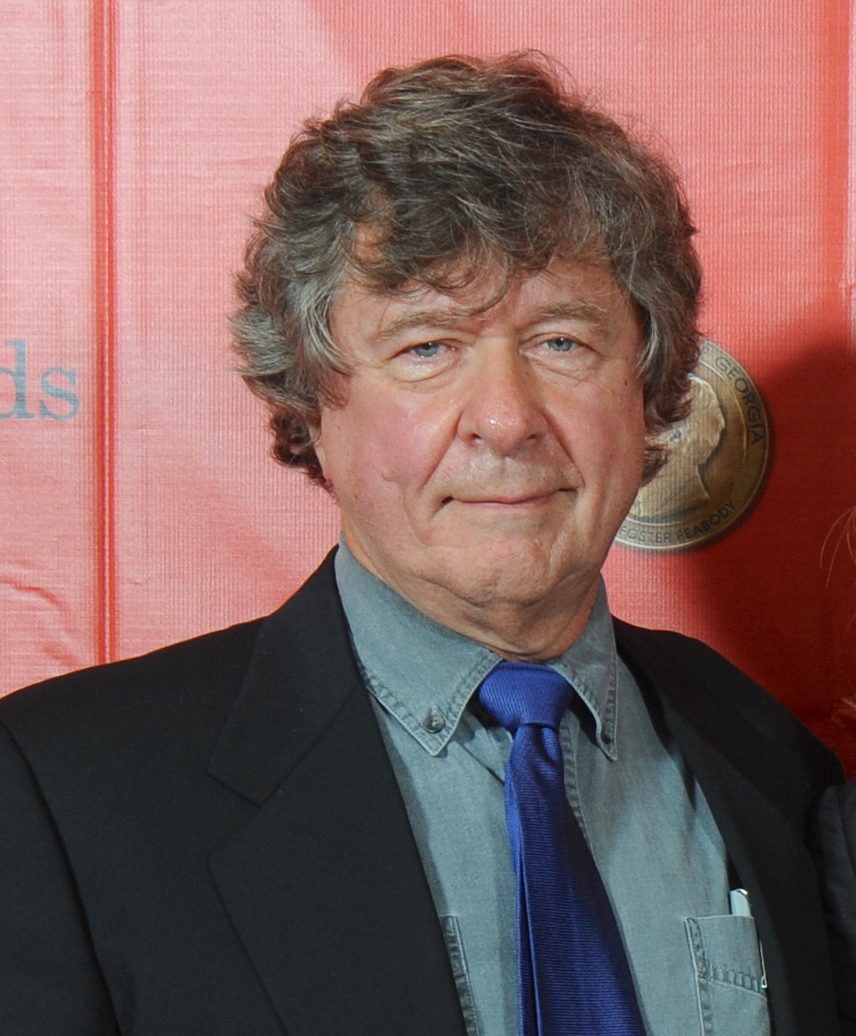
Martyn Burke
(* 1952)

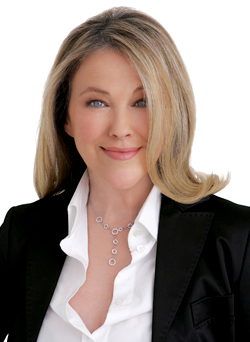
Catherine O’Hara
(* 1954)

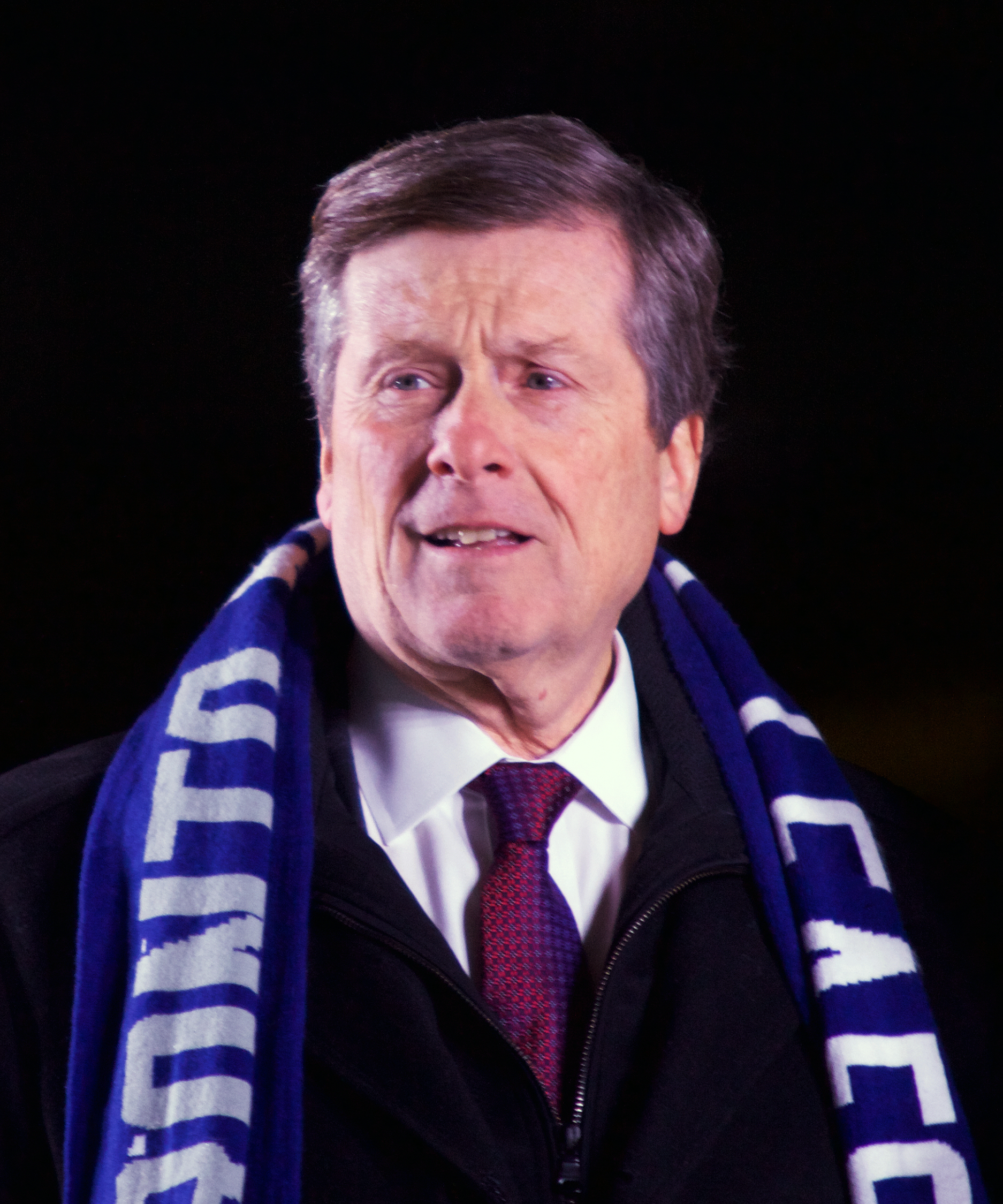
John Tory
(* 1954)

- Elisabeth Brooks (1951–1997), Schauspielerin[8]
- John Burke (1951–2020), Komponist und Musikpädagoge
- Judy Crawford (* 1951), Skirennläuferin
- Cheri DiNovo (* 1951), Pfarrerin und Politikerin
- Steve Durbano (1951–2002), Eishockeyspieler
- John Kerr (* 1951), Segelsportler
- Lorne Leibel (* 1951), Segelsportler
- Bob Murphy (* 1951), Eishockeyspieler
- Nora Newcombe (* 1951), US-amerikanische Psychologin und Professorin
- Steve Vickers (* 1951), Eishockeyspieler

#### 1952
- Michael Brook (* 1952), Musiker, Gitarrist und Musikproduzent
- Martyn Burke (* 1952), Schriftsteller, Drehbuchautor und Regisseur
- Tom Duff (* 1952), Programmierer
- Dave Gardner (1952–2023), Eishockeyspieler
- Billy Harris (* 1952), Eishockeyspieler
- Ron Lalonde (* 1952), Eishockeyspieler
- Sean Russell (* 1952), Fantasy-Autor
- Steve Shutt (* 1952), Eishockeyspieler
- Stephanie Sloan (* 1952), Freestyle-Skierin
- Lenny Solomon (* 1952), Jazzgeiger, Arrangeur und Komponist

#### 1953
- Peter Ascherl (1953–2022), Eishockeyspieler
- Patrick Cardy (1953–2005), Komponist, Musikpädagoge und Flötist
- Dick Decloe (* 1953), Eishockeyspieler
- Jamie James (* 1953), Gitarrist, Sänger und Songwriter
- Alf Humphreys (1953–2018), Schauspieler
- Geddy Lee (* 1953), Rockmusiker
- Bob Lorimer (* 1953), Eishockeyspieler
- Barbara March (1953–2019), Schauspielerin
- Rick Middleton (* 1953), Eishockeyspieler
- Rick Moranis (* 1953), Schauspieler, Komödiant und Musiker
- Angie Moretto (* 1953), Eishockeyspieler
- Larry Patey (* 1953), Eishockeyspieler
- Al Sims (* 1953), Eishockeytrainer
- Karen Strong (* 1953), Radrennfahrerin

#### 1954
- Cindy Breakspeare (* 1954), Jazzmusikerin und Miss World
- Robert Carsen (* 1954), (Opern-)Regisseur
- Scott Cranham (* 1954), Wasserspringer
- Tom Edur (* 1954), Eishockeyspieler
- Paul Evans (* 1954), Eishockeyspieler
- Dan Hill (* 1954), Popsänger und Liedermacher
- Gary Kulesha (* 1954), Komponist, Dirigent, Pianist und Musikpädagoge
- Dave Lumley (* 1954), Eishockeyspieler
- Victoria Matthews (* 1954), anglikanische Bischöfin
- Elma Miller (* 1954), Komponist
- Catherine O’Hara (* 1954), US-amerikanische Schauspielerin, Drehbuchautorin und Singer-Songwriterin irisch-kanadischer Herkunft
- John Stewart (* 1954), Eishockeyspieler
- John Tory (* 1954), Politiker und seit 2014[veraltet] der 65. und amtierende Bürgermeister von Toronto
- Pat Travers (* 1954), Blues-Rock Gitarrist

#### 1955
- Bruce Boudreau (* 1955), Eishockeyspieler
- Michael Brehl (* 1955), Ordensgeistlicher, Bischof von Pembroke
- Jane Bunnett (* 1955), Jazzmusikerin
- Tony Burgess (* 1955), Autorennfahrer
- Jim Cuddy (* 1955), Singer-Songwriter
- Wayne Dillon (* 1955), Eishockeyspieler
- Doug Halward (* 1955), Eishockeyspieler
- Andromache Karakatsanis (* 1955), Juristin
- John Macleod (1955), Jazzmusiker
- Howie Mandel (* 1955), Fernsehmoderator, Schauspieler und Komiker
- Dennis Maruk (* 1955), Eishockeyspieler
- Douglas McNabney (* 1955), Bratschist und Musikpädagoge
- Dave Salvian (* 1955), Eishockeyspieler
- Jane Siberry (* 1955), Pop- und Folksängerin
- Jean Stilwell (* 1955), Sängerin (Mezzosopran)
- Alberta Watson (1955–2015), Schauspielerin

#### 1956
- Reid Bailey (* 1956), Eishockeyspieler

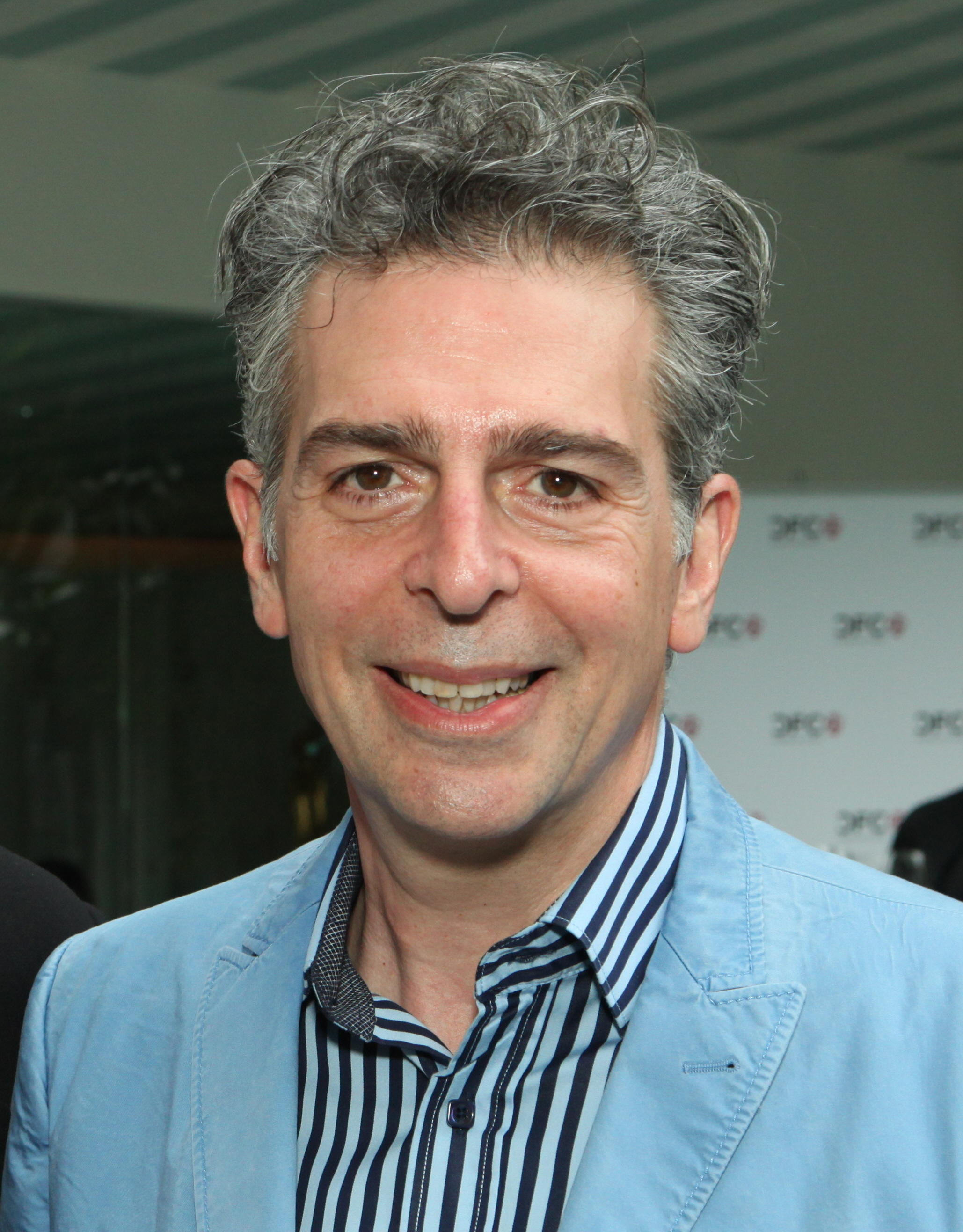
Jerry Ciccoritti
(* 1956)

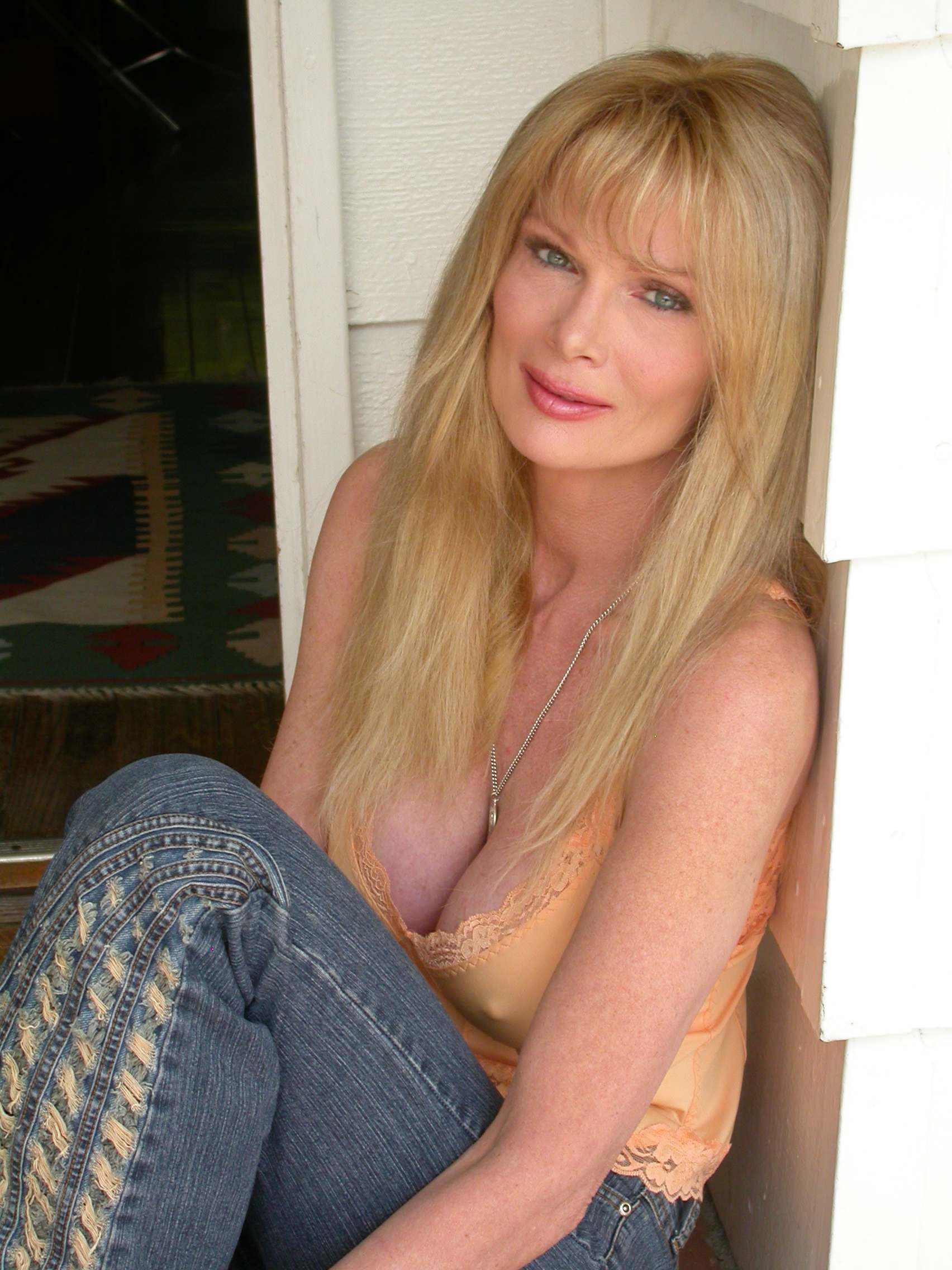
Laurene Landon
(* 1957)

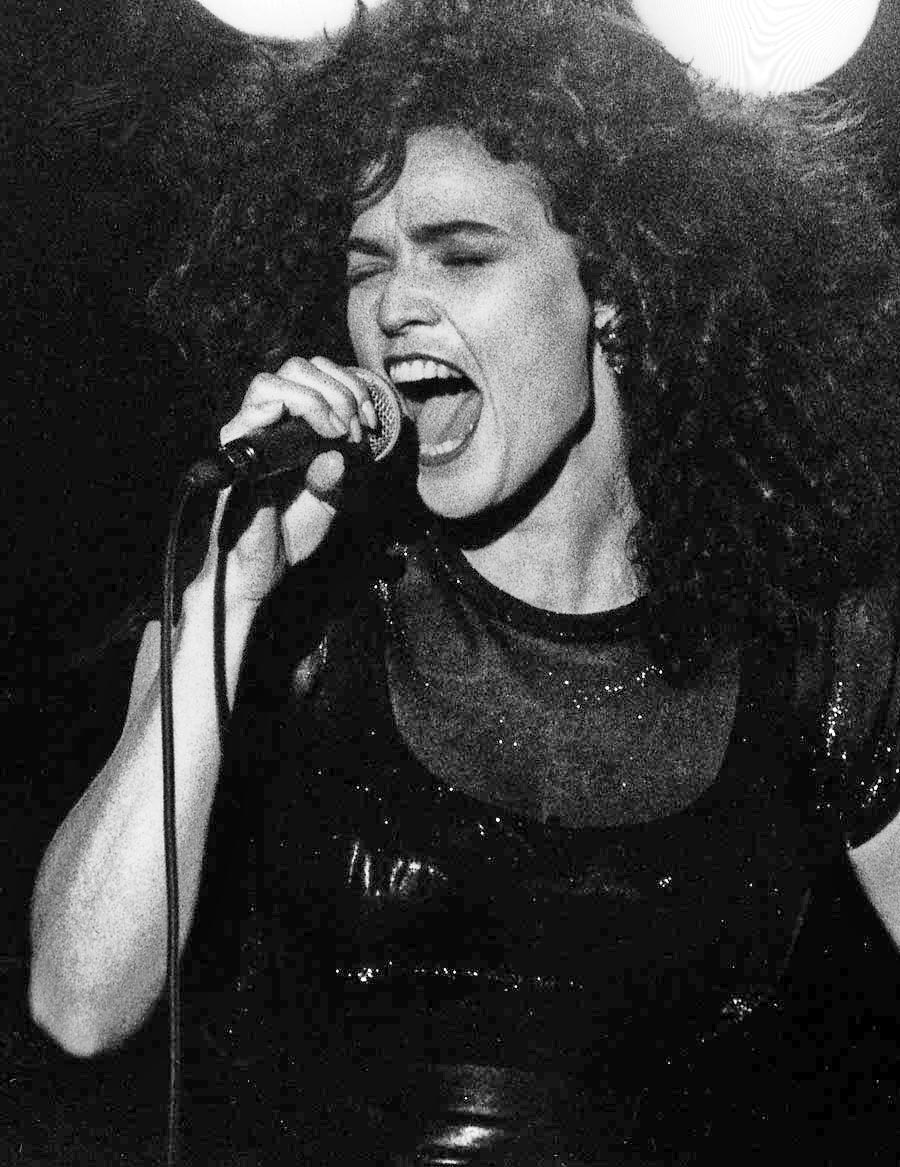
Alannah Myles
(* 1958)

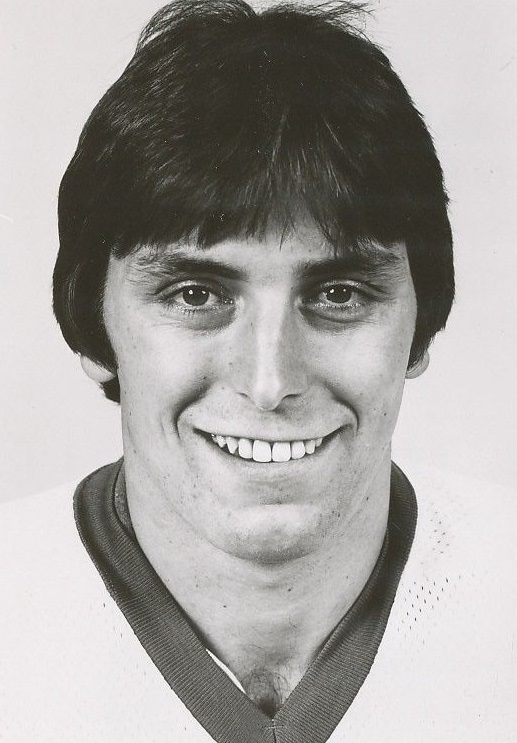
Billy Carroll
(* 1959)

- Sandra Bezic (* 1956), Eiskunstläuferin, Choreografin und Fernsehkommentatorin
- Hart Bochner (* 1956), Schauspieler und Regisseur
- Robert Bowman (* 1956), Professor für Musikethnologie und Musikautor
- Adam Brooks (* 1956), Drehbuchautor und Filmregisseur
- Jerry Ciccoritti (* 1956), Filmregisseur
- David Coon (* 1956), Politiker und Anti-Atomkraft-Aktivist
- Dan Djakalovic (* 1956), Eishockeyspieler
- Nicolette Goulet (1956–2008), Schauspielerin
- Michael Kopsa (1956–2022), Schauspieler und Synchronsprecher
- Sheila McCarthy (* 1956), Schauspielerin
- Terry McLaughlin (* 1956), Segler
- Stan Meissner (* 1956), Komponist, Sänger und Songwriter
- Judy Rafat (* 1956), Jazzsängerin
- Oliver Schroer (1956–2008), Fiddlespieler und Komponist
- Jeff Wincott (* 1956), Schauspieler
- Ron Zanussi (* 1956), Eishockeyspieler

#### 1957
- Gail Amundrud (* 1957), Schwimmerin
- John Anderson (* 1957), Eishockeyspieler und -trainer
- Teri Austin (* 1957), Schauspielerin und Tierschützerin
- Scott Campbell (1957–2022), Eishockeyspieler
- Mark Evans (* 1957), Ruderer
- Michael Evans (* 1957), Ruderer
- Dwight Foster (1957–2025), Eishockeyspieler
- Wendy Freedman (* 1957), Astronomin
- Jeff Geiger (1957–2021), kanadisch-österreichischer Eishockeyspieler
- Michèle Lamont (* 1957), kanadisch-US-amerikanische Soziologin
- Laurene Landon (* 1957), Film- und Fernsehschauspielerin
- Fern Lindzon, * 1957, Jazz- und Folkmusikerin
- Anne-Marie Martin (* 1957), Schauspielerin und Drehbuchautorin
- Mark Napier (* 1957), Eishockeyspieler, -trainer und -funktionär
- Lance Nethery (* 1957), Eishockeyspieler und -trainer
- Jonathan Schaeffer (* 1957), Professor
- Bill Stewart (* 1957), Eishockeyspieler
- Phil Takahashi (1957–2020), Judoka
- George Tintor (1957–2021), Ruderer

#### 1958
- Sarah Davidson (* 1958), Harfenistin und Musikpädagogin
- Paul Davis (* 1958), Segler
- Lori Freedman (* 1958), Bassklarinettistin
- Angela Hewitt (* 1958), Pianistin
- Maurice LaMarche (* 1958), Synchronsprecher und Stand-up-Comedian
- Craig Laughlin (* 1958), Eishockeyspieler, -funktionär und Sportkommentator
- Anne Michaels (* 1958), Schriftstellerin
- Alannah Myles (* 1958), Sängerin
- Terry Neilson (* 1958), Segler
- Steve Payne (* 1958), Eishockeyspieler
- Christopher D. Ryan (* 1958), Sportkommentator
- Susan Shipton (* 1958), Filmeditorin
- Steven Stockman (1958–2013), Eishockeyspieler
- Behn Wilson (* 1958), Eishockeyspieler
- Kirk Stevens (* 1958), Snookerspieler
- Steve Webster (* 1958), Bassist, Plattenproduzent, Arrangeur, Toningenieur und Komponist
- Michael Wincott (* 1958), Schauspieler

#### 1959
- Billy Carroll (* 1959), Eishockeyspieler
- Henry Czerny (* 1959), Schauspieler
- Gary Dillon (* 1959), Eishockeyspieler
- Steven Erikson (* 1959), Schriftsteller
- John Farano (* 1959), Unternehmer und Autorennfahrer
- Rob Gonsalves (1959–2017), Künstler
- Scott Goodyear (* 1959), Automobilrennfahrer
- Ed Greenwood (* 1959), Schriftsteller und Spieleautor
- Stephen Harper (* 1959), Politiker und Premierminister Kanadas
- Molly Johnson (* 1959), Pop-, Rock- und Jazzsängerin
- Andrea Jung (* 1959), Managerin
- Petar Rajič (* 1959), römisch-katholischer Erzbischof und Diplomat des Heiligen Stuhls
- Jonathan Sagall (* 1959), israelischer Schauspieler
- Charles Scicluna (* 1959), römisch-katholischer Erzbischof von Malta
- Mark Steyn (* 1959), Journalist
- Tracy Wright (1959–2010), Schauspielerin

#### 1960
- Dave Barr (* 1960), Eishockeyspieler und -trainer
- Lawrence Bayne (* 1960), Schauspieler
- Joanne Doornewaard (* 1960), Diplomatin
- David Fine (* 1960), Filmregisseur
- David Frum (* 1960), politischer Journalist und Buchautor
- Mark Jensen (1960–2021), Rennrodler
- Andre Hidi (* 1960), Eishockeyspieler
- David Leuty (* 1960), Bobsportler
- Paul Martini (* 1960), Eiskunstläufer
- Tom McCarthy (1960–2022), Eishockeyspieler und -trainer
- Frank McLaughlin (* 1960), Segler
- John Millen (* 1960), Segler
- Chris Potter (* 1960), Schauspieler
- Robbie Stirling (* 1960), Autorennfahrer
- Carol Welsman (* 1960), Jazzsängerin und Pianistin
- Ivano Zanatta (* 1960), Eishockeyspieler, -trainer und -funktionär

### 1961–1970

#### 1961
- Paul Coffey (* 1961), Eishockeyspieler

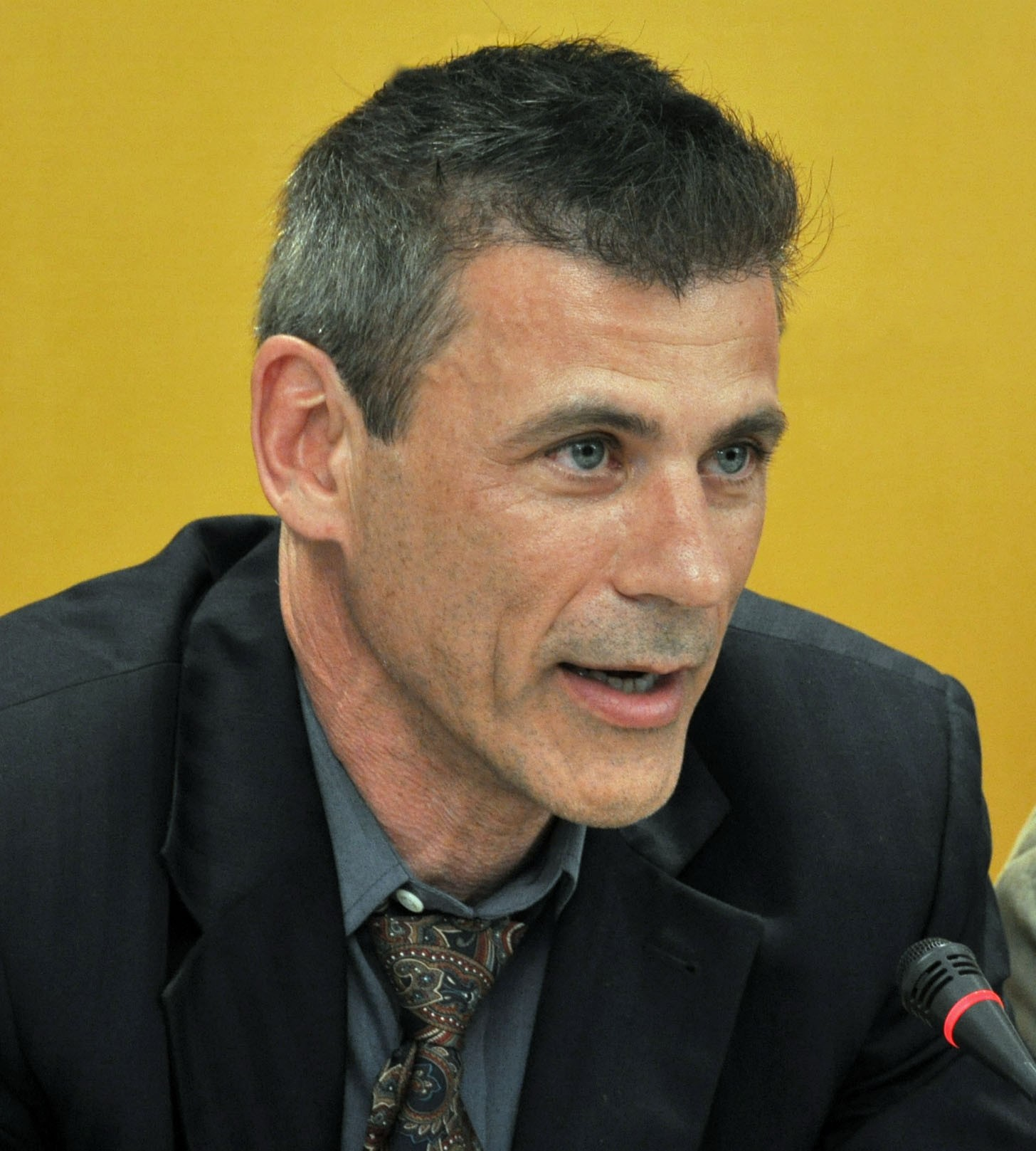
Rob Stewart
(* 1961)

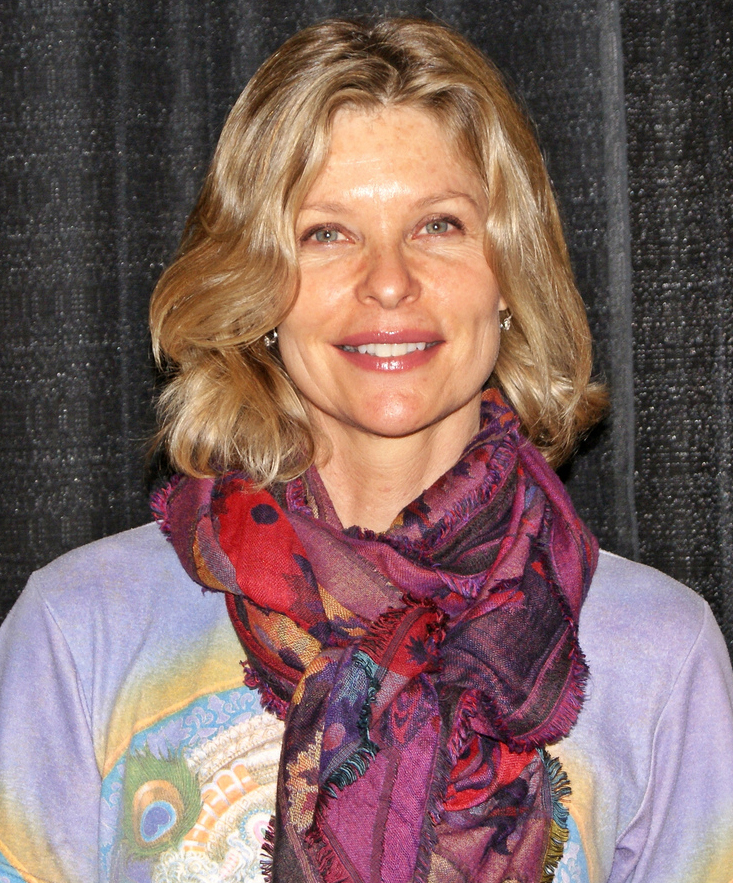
Kate Vernon
(* 1961)

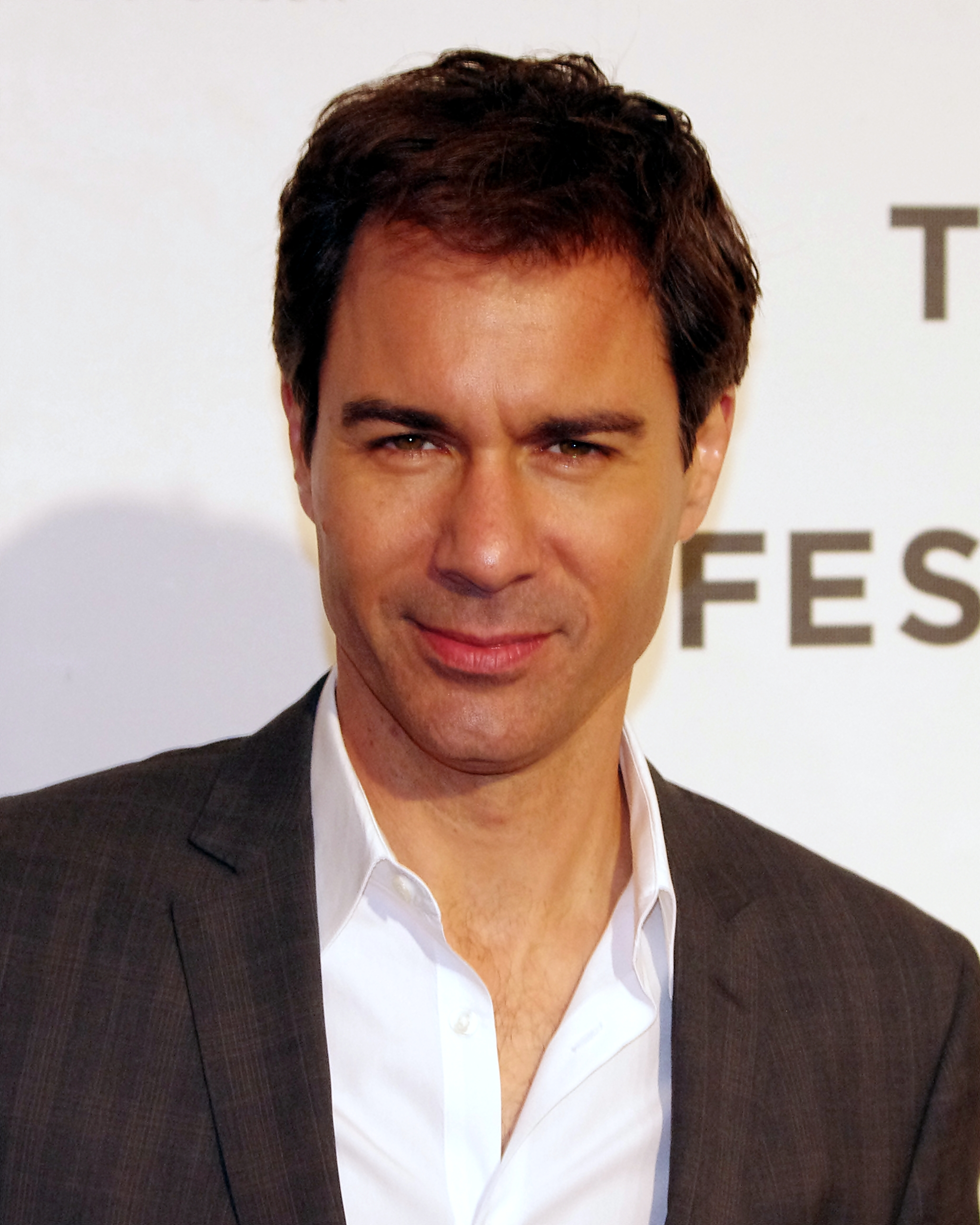
Eric McCormack
(* 1963)

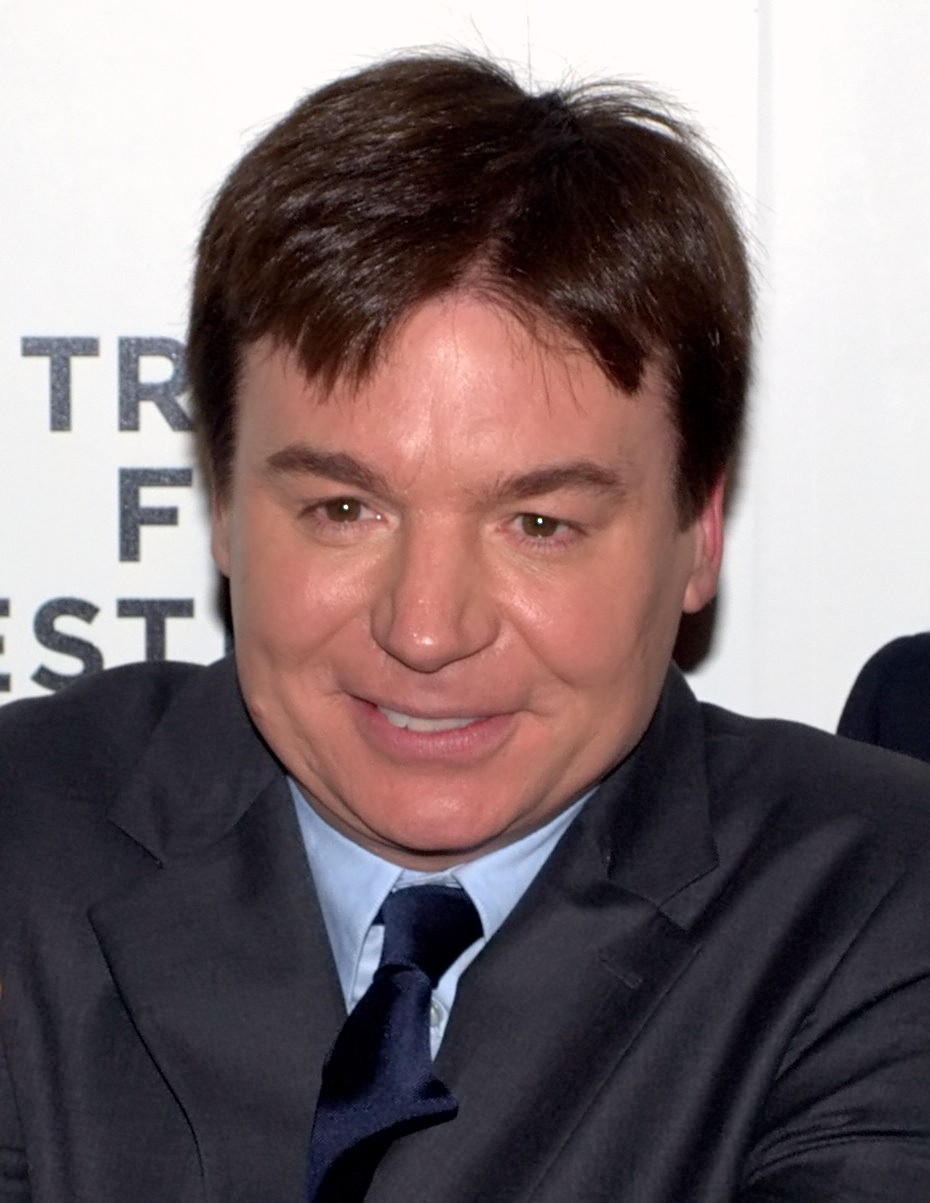
Mike Myers
(* 1963)

- Carol Cooke (* 1961), australische Behindertensportlerin
- Randy Cunneyworth (* 1961), Eishockeyspieler
- Cynthia Dale (* 1961), Schauspielerin
- Meredith Gardner (* 1961), Freestyle-Skierin
- Sterling Hinds (* 1961), Leichtathlet
- Larry Murphy (* 1961), Eishockeyspieler
- Chris Owens (* 1961), Schauspieler
- Rob Stewart (* 1961), Schauspieler
- Kate Vernon (* 1961), Schauspielerin
- Brad Wright (* 1961), Drehbuchautor und Fernsehproduzent

#### 1962
- Darwyn Cooke (1962–2016), Comicautor, -zeichner und Animationskünstler
- Howard Dell (* 1962), Bobfahrer und Canadian-Football-Spieler
- David Furnish (* 1962), Filmproduzent und Regisseur
- Mark Leduc (1962–2009), Boxer
- Glenn Michibata (* 1962), Tennisspieler
- Bill Morneau (* 1962), Politiker und seit 2015[veraltet] Finanzminister[9]
- Dave Morrison (* 1962), Eishockeyspieler
- Craig Muni (* 1962), Eishockeyspieler
- Adam Oates (* 1962), Eishockeyspieler
- Nadine Van der Velde (* 1962), Schauspielerin, Drehbuchautorin und Filmproduzentin
- Harland Williams (* 1962), Schauspieler

#### 1963
- Larry Cain (* 1963), Kanute[10]
- Enrico Colantoni (* 1963), Schauspieler
- Lisa Feldman Barrett (* 1963), kanadisch-amerikanische Psychologin, Neurowissenschaftlerin und Hochschullehrerin
- Pat Flatley (* 1963), Eishockeyspieler
- Dave Foley (* 1963), Schauspieler, Komiker und Entertainer
- Paul Gillis (* 1963), Eishockeyspieler und -trainer
- Dale Hawerchuk (1963–2020), Eishockeyspieler
- Peggy Lee (* 1963), Jazz- und Improvisationsmusikern (Cello)
- Mary L. Longworth (* 1963), Schriftstellerin
- Kevin Maguire (* 1963), Eishockeyspieler und -schiedsrichter
- Eric McCormack (* 1963), kanadisch-US-amerikanischer Schauspieler
- Don McKellar (* 1963), Schauspieler, Drehbuchautor und Regisseur
- Mike Myers (* 1963), Schauspieler
- Spencer Rice (* 1963), Schauspieler
- Tony Tanti (* 1963), Eishockeyspieler

#### 1964
- Alex Carter (* 1964), Schauspieler
- Dean und Dan Caten (* 1964), Modedesigner
- Lesleh Donaldson (* 1964), Schauspielerin
- Nevin Markwart (* 1964), Eishockeyspieler
- Scott Maxwell (* 1964), Autorennfahrer
- Gloria Reuben (* 1964), Schauspielerin

#### 1965
- Brad Armstrong (* 1965), Pornodarsteller
- Kellie Casey (* 1965), Skirennläuferin
- Paul Cavallini (* 1965), Eishockeyspieler
- Curt Harnett (* 1965), Bahnradsportler
- Jill Heinerth (* 1965), Höhlentaucherin, Unterwasserfotografin, Autorin und Dokumentarfilmerin
- Molly Shoichet (* 1965), Chemikerin und Hochschullehrerin
- Jessica Steen (* 1965), Schauspielerin
- Peter Zezel (1965–2009), Eishockeyspieler

#### 1966
- Bryan Blanshard (* 1966), Badmintonspieler

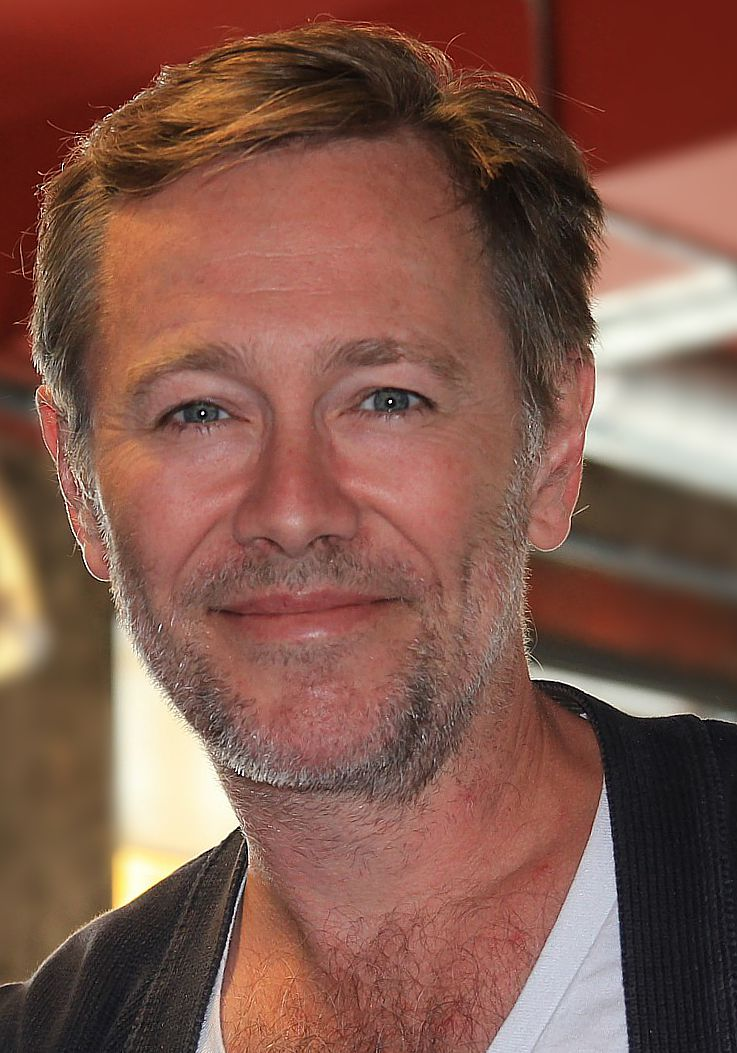
Peter Outerbridge
(* 1966)

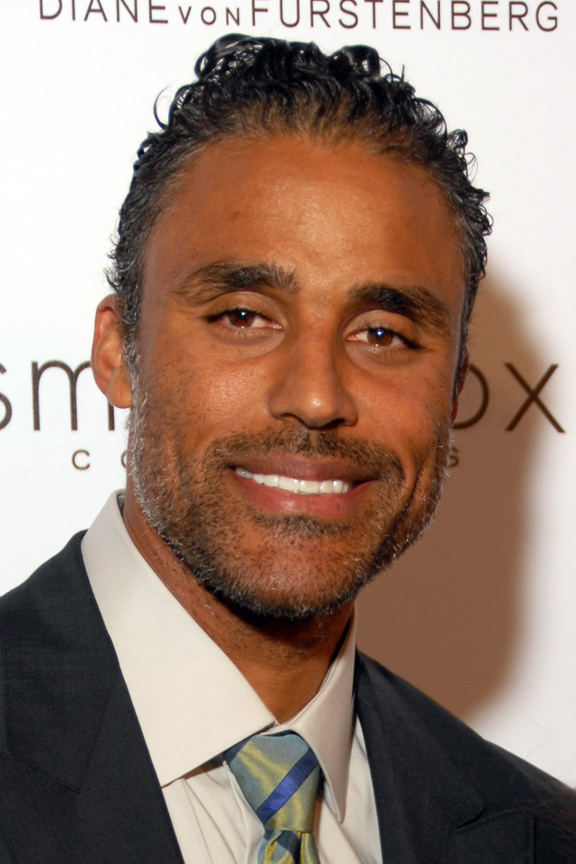
Rick Fox
(* 1969)

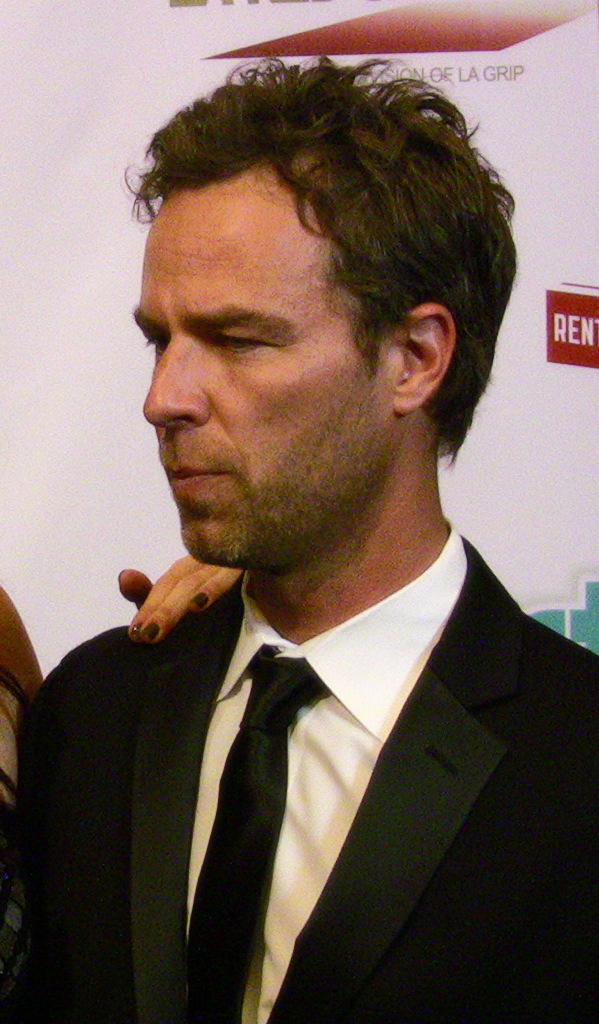
JR Bourne
(* 1970)

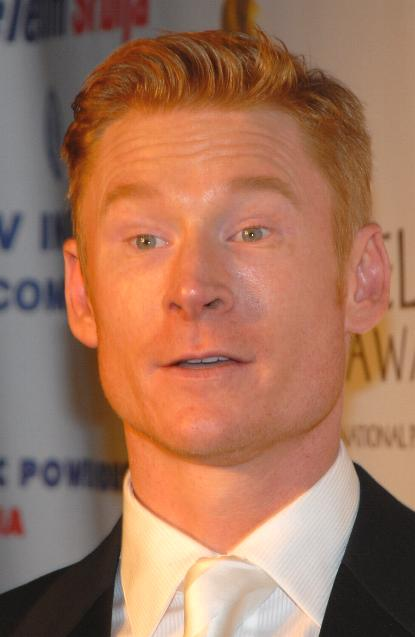
Zack Ward
(* 1970)

- Jeff Healey (1966–2008), Rockgitarrist, Trompeter und Sänger
- Nick Kypreos (* 1966), Eishockeyspieler und TV-Moderator
- Michelle MacPherson (* 1966), Schwimmerin
- Dean McDermott (* 1966), Schauspieler
- Lori-Ann Muenzer (* 1966), Radsportlerin
- Peter Outerbridge (* 1966), Schauspieler
- John Part (* 1966), Dartspieler
- Peaches (* 1966), Electroclash-Sängerin
- Phil X (* 1966), Musiker
- Brian Stemmle (* 1966), Skirennläufer

#### 1967
- Tim Armstrong (* 1967), Eishockeyspieler
- Carling Bassett-Seguso (* 1967), Tennisspielerin
- Jane Child (* 1967), Sängerin, Musikproduzentin und Multiinstrumentalistin
- Kenny Hotz (* 1967), Schauspieler
- Bronwen Hughes (* 1967), Filmregisseurin, Produzentin und Drehbuchautorin
- Robert Julien (* 1967), Autorennfahrer
- George Karrys (* 1967), Curler
- Jaimz Woolvett (* 1967), Schauspieler

#### 1968
- Chris Alexander (* 1968), Politiker und Diplomat
- Lisa Alexander (* 1968), Synchronschwimmerin
- Reese Alexander (* 1968), Schauspieler und Stuntman
- Jeremy Peter Allen (* 1968), Filmregisseur, Drehbuchautor, Filmeditor und Filmproduzent
- James Appathurai (* 1968), Diplomat und Wissenschaftler
- Robert C. Cooper (* 1968), Autor und Regisseur
- Glen Featherstone (* 1968), Eishockeyspieler
- Megan Follows (* 1968), Schauspielerin
- Adam Graves (* 1968), Eishockeyspieler
- Richard Hart (* 1968), Curler
- Susan Haskell (* 1968), Schauspielerin
- Rachel Hayward (* 1968), Filmschauspielerin
- Darren Law (* 1968), Autorennfahrer
- Leah Pinsent (* 1968), Schauspielerin und Synchronsprecherin
- Cynthia Preston (* 1968), Schauspielerin
- Mike Rosati (* 1968), Eishockeyspieler

#### 1969
- Samantha Bee (* 1969), Komikerin, Kommentatorin, Autorin, Moderatorin und Schauspielerin
- Rachael Crawford (* 1969), Schauspielerin
- Rob Ford (1969–2016), Politiker, Bürgermeister von Toronto (2010–2014)
- Rick Fox (* 1969), Basketballspieler
- Laurieann Gibson (* 1969), Choreografin, Schauspielerin und Creative Directorin
- Kevin Grant (* 1969), Eishockeyspieler
- Lili Haydn (* 1969), Musikerin, Schauspielerin
- Mike McKee (* 1969), Eishockeyspieler
- Darrin O’Brien (* 1969), Rapper
- Al Pilcher (* 1969), Skilangläufer
- Rino Romano (* 1969), Schauspieler und Synchronsprecher
- Brendan Shanahan (* 1969), Eishockeyspieler
- Lisa Shaw (* 1969), House-Sängerin
- Craig Woodcroft (* 1969), Eishockeyspieler
- Jason Woolley (* 1969), Eishockeyspieler

#### 1970
- Will Arnett (* 1970), Schauspieler
- Steve Bancroft (* 1970), Eishockeyspieler
- Nicole de Boer (* 1970), Schauspielerin
- JR Bourne (* 1970), Schauspieler
- George Burdi (* 1970), Rockmusiker
- Robert Cimetta (* 1970), Eishockeyspieler
- Chris Govedaris (* 1970), Eishockeyspieler
- Chris Paul Harman (* 1970), Komponist
- Todd Hlushko (* 1970), Eishockeyspieler
- Katherina Kubenk (* 1970), Freestyle-Skierin
- Brenna MacCrimmon (* 1970), Sängerin und Musikwissenschaftlerin
- Jason Muzzatti (* 1970), Eishockeyspieler
- Ed Podivinsky (* 1970), Skirennläufer
- Tamara Taylor (* 1970), Schauspielerin
- Zack Ward (* 1970), Schauspieler

### 1971–1980

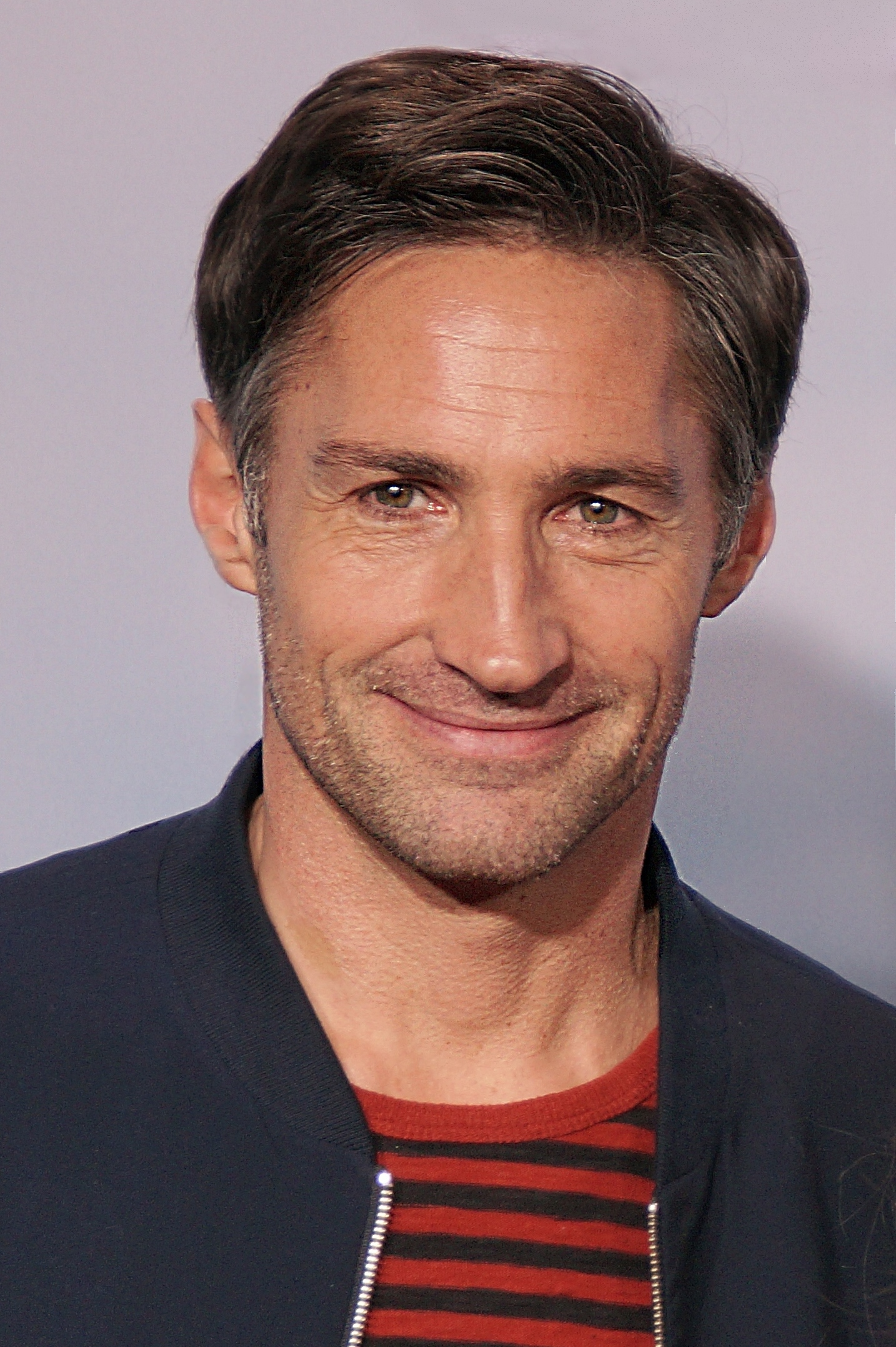
Benjamin Sadler
(* 1971)

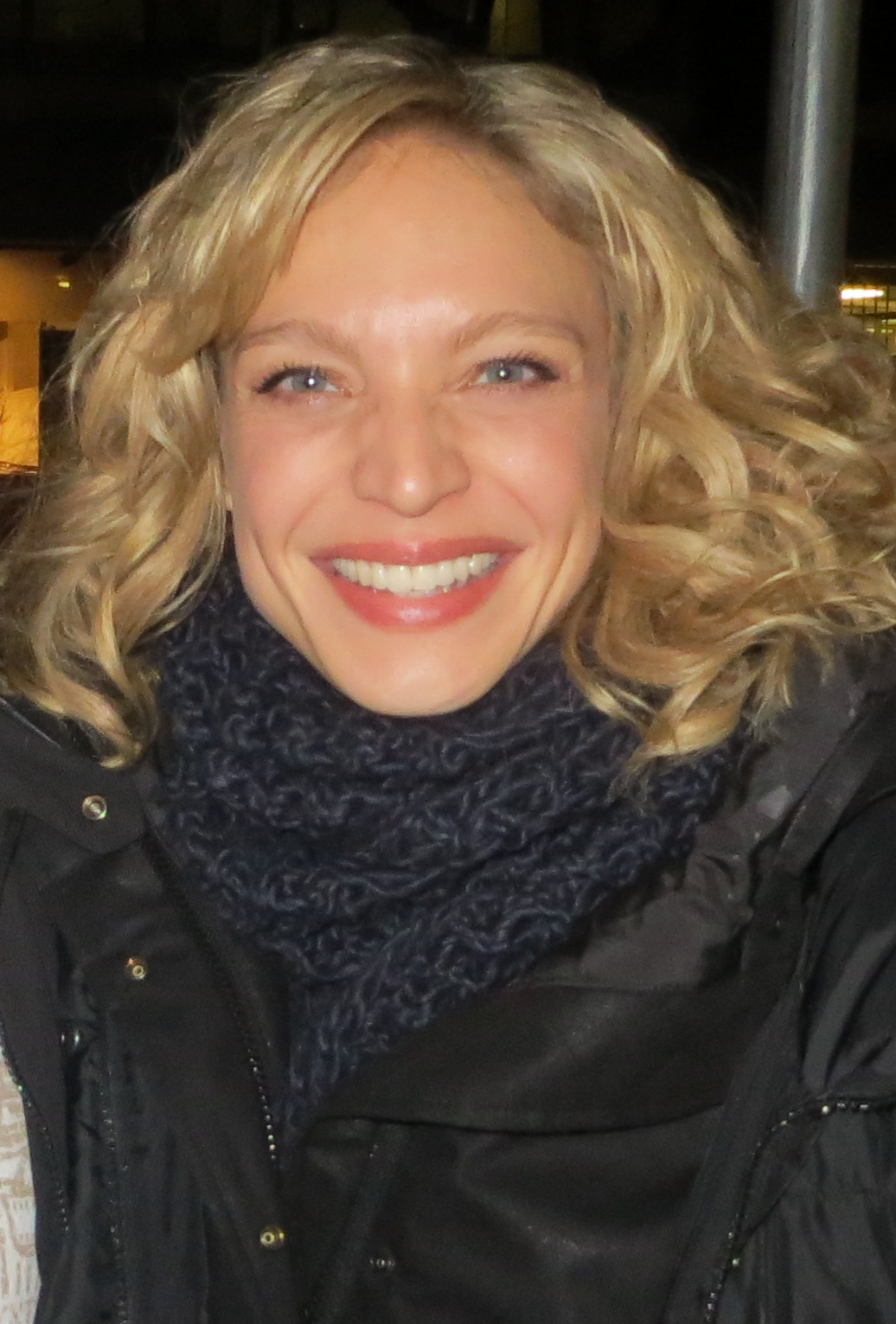
Kristin Lehman
(* 1972)

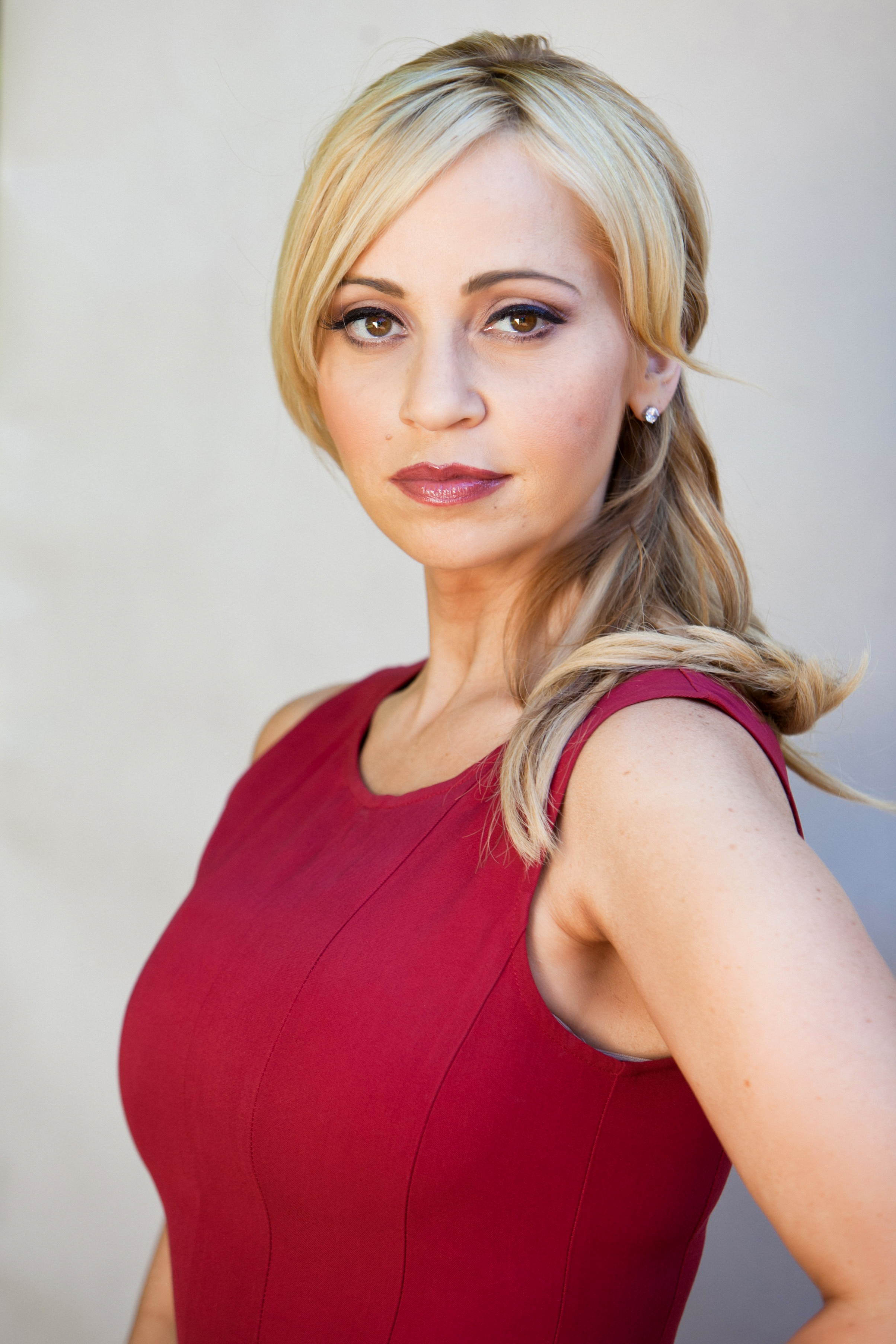
Tara Strong
(* 1973)

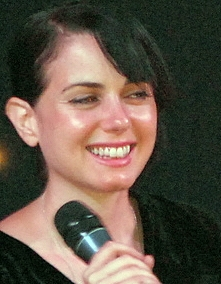
Mia Kirshner
(* 1975)

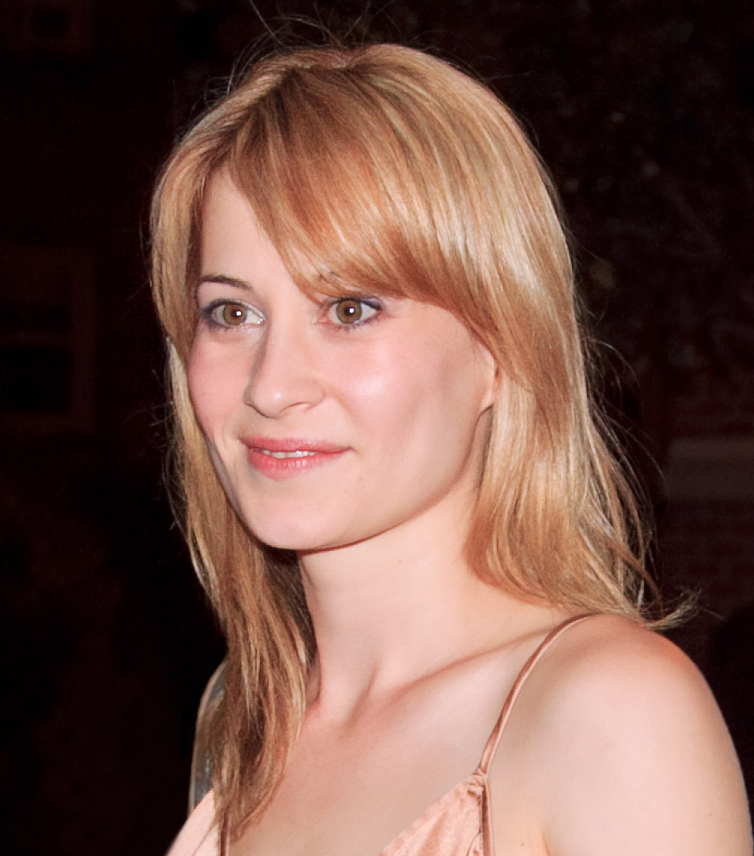
Camille Sullivan
(* 1975)

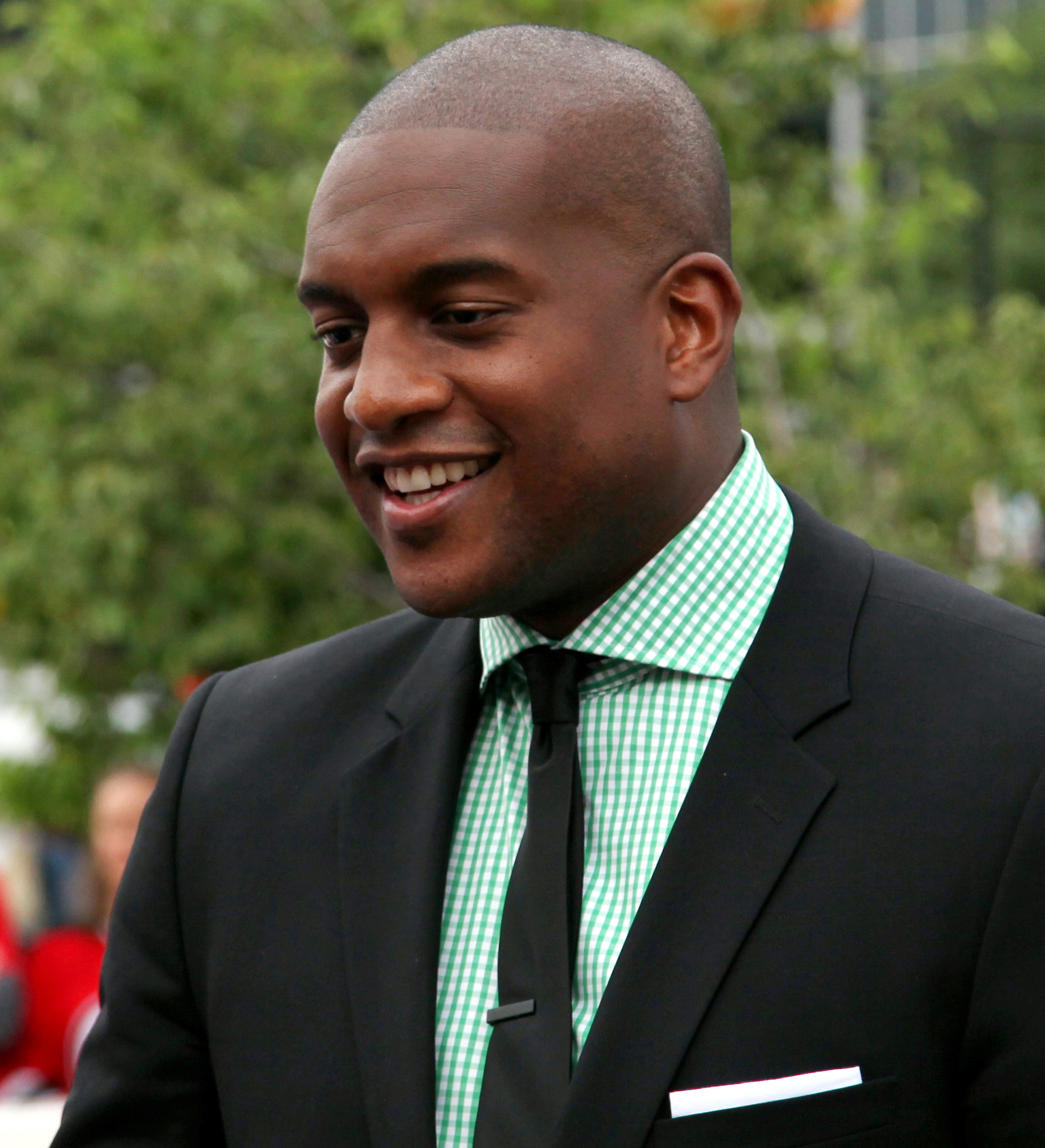
Kevin Weekes
(* 1975)

#### 1971
- Christina Cox (* 1971), Schauspielerin
- Dale Craigwell (* 1971), Eishockeyspieler
- Cory Doctorow (* 1971), Science-Fiction-Autor
- Michael Douglas (* 1971), Skeletonpilot
- Kris Draper (* 1971), Eishockeyspieler
- Jeremy Findlay (* 1971), Cellist
- Adam Foote (* 1971), Eishockeyspieler
- Corey Haim (1971–2010), Schauspieler
- Alison Herst (* 1971), Kanutin[11]
- Rob Leask (* 1971), Eishockeyspieler
- Erik von Markovik (* 1971), Zauber- und Verführungskünstler
- Brad May (* 1971), Eishockeyspieler
- Claudette Mink (* 1971), Schauspielerin
- Keith Primeau (* 1971), Eishockeyspieler
- Benjamin Sadler (* 1971), deutscher Schauspieler
- Monika Schnarre (* 1971), Schauspielerin, Model und Moderatorin
- Sara Seager (* 1971), kanadisch-US-amerikanische Astrophysikerin
- Kyllike Sillaste-Elling (* 1971), estnische Diplomatin
- Grant Stewart (* 1971), Jazzmusiker

#### 1972
- Rowan Barrett (* 1972), Basketballspieler und -trainer
- Drake Berehowsky (* 1972), Eishockeyspieler
- Deborah Chow (* 1972), Regisseurin und Drehbuchautorin
- Jason Cipolla (* 1972), Eishockeyspieler
- Nathan Cullen (* 1972), Politiker
- Sherman Hamilton (* 1972), Basketballspieler
- Mike Kennedy (* 1972), Eishockeyspieler
- Mike Knuble (* 1972), Eishockeyspieler
- k-os (* 1972), Hip-Hop-Musiker
- Kristin Lehman (* 1972), Schauspielerin
- Amanda Marshall (* 1972), Sängerin
- Sandy McCarthy (* 1972), Eishockeyspieler
- Naheed Nenshi (* 1972), Politiker
- Annamie Paul (* 1972), Politikerin
- Lisa Ray (* 1972), Schauspielerin
- Steve Shields (* 1972), Eishockeyspieler
- Aden Young (* 1972), australisch-kanadischer Schauspieler
- Sergio Di Zio (* 1972), Schauspieler

#### 1973
- Andy Capicik (* 1973), Freestyle-Skier
- Lexa Doig (* 1973), Schauspielerin
- Robert Duncan (* 1973), Komponist
- Matthew Ferguson (* 1973), Schauspieler
- Jonathan Garfinkel (* 1973), Dramatiker
- Anais Granofsky (* 1973), Schauspielerin, Filmregisseurin, Drehbuchautorin und Filmproduzentin
- Ralph Intranuovo (* 1973), Eishockeyspieler
- Manny Legace (* 1973), Eishockeyspieler
- Quinsin Nachoff (* 1973), Jazzmusiker
- Tara Strong (* 1973), Synchronsprecherin und Schauspielerin
- Mike Yeo (* 1973), Eishockeyspieler und -trainer

#### 1974
- Aidan Baker (* 1974), Musiker und Autor
- Anson Carter (* 1974), Eishockeyspieler
- Deborah Cox (* 1974), Sängerin
- Kevin Hanchard (* 1974), Schauspieler
- Mike Leah (* 1974), Pokerspieler
- Jamal Mayers (* 1974), Eishockeyspieler
- Glen Metropolit (* 1974), Eishockeyspieler
- Kenneth Mitchell (1974–2024), Schauspieler
- Daniel Negreanu (* 1974), Pokerspieler
- Kirstin Normand (* 1974), Synchronschwimmerin
- Michael Peca (* 1974), Eishockeyspieler
- Jennifer Podemski (* 1974), Schauspielerin und Filmproduzentin
- Cathie Shirriff (* 1974), Schauspielerin
- Chris Straube (* 1974), Eishockeyspieler

#### 1975
- Tanya Allen (* 1975), Schauspielerin
- Michael Barry (* 1975), Radrennfahrer
- Chris Diamantopoulos (* 1975), Schauspieler
- Harris Eisenstadt (* 1975), Jazzmusiker
- Kellylee Evans (* 1975), Sängerin und Songwriterin
- John Jakopin (* 1975), Eishockeyspieler
- Mia Kirshner (* 1975), Schauspielerin
- Charles Officer (1975–2023), Schauspieler, Regisseur und Drehbuchautor
- Jonathan Scarfe (* 1975), Schauspieler
- Camille Sullivan (* 1975), Schauspielerin
- Kevin Weekes (* 1975), Eishockeyspieler

#### 1976

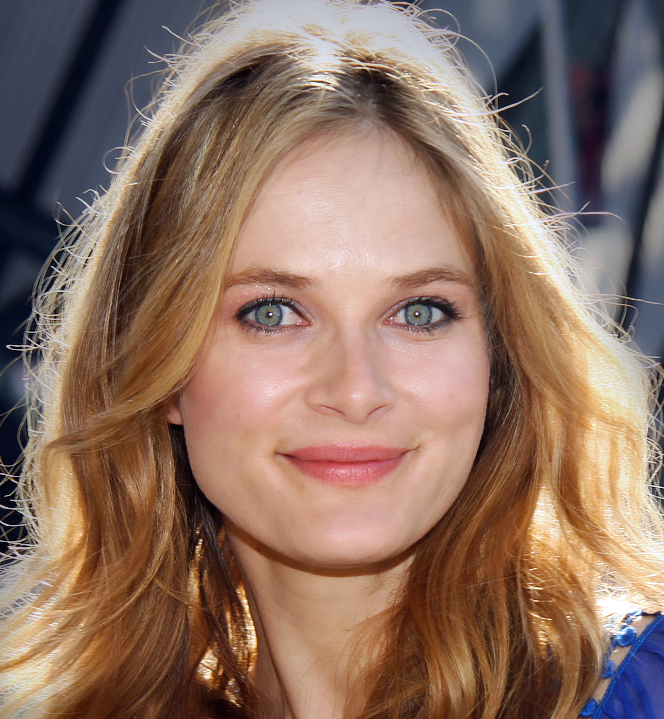
Rachel Blanchard
(* 1976)

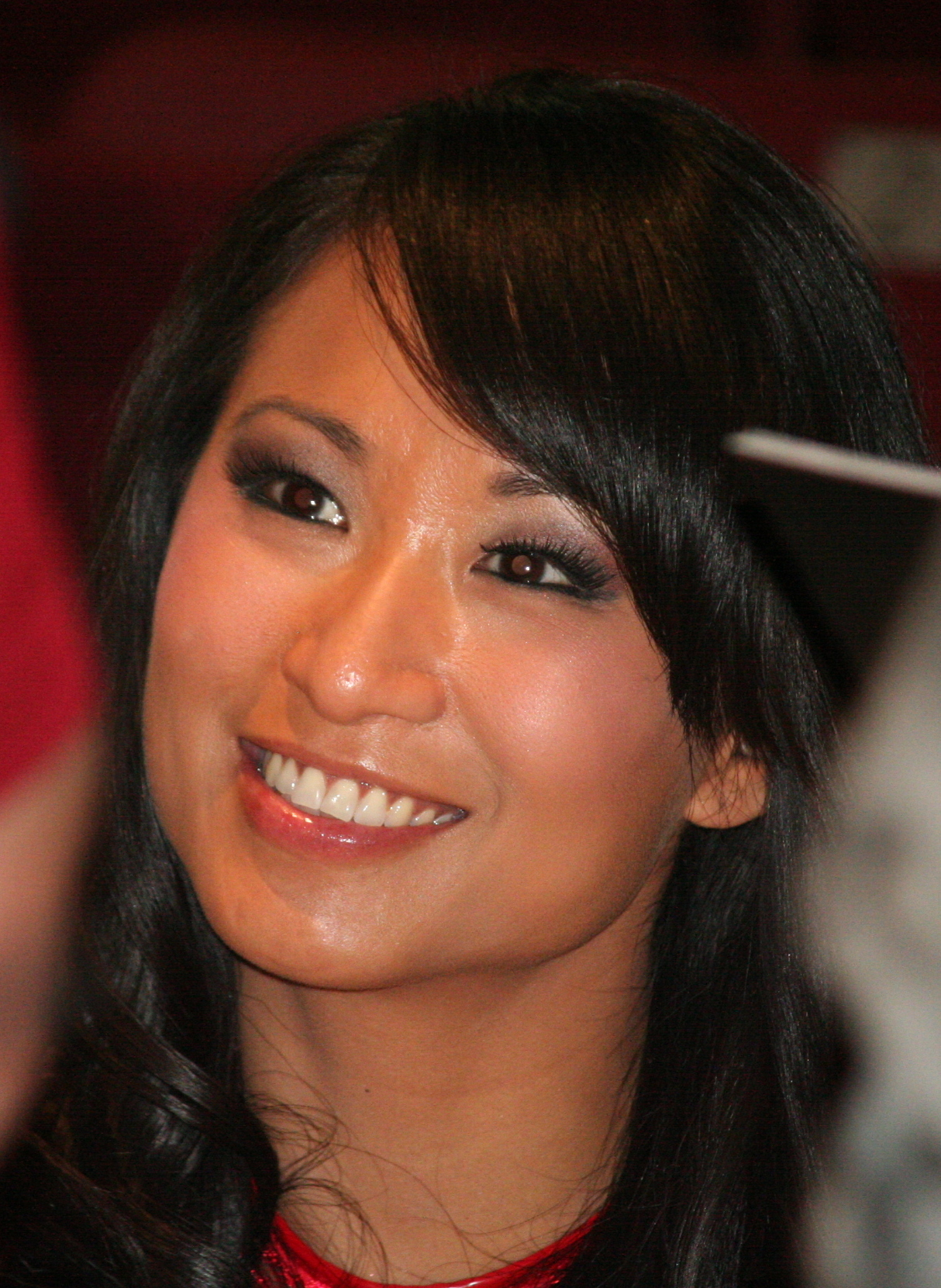
Gail Kim
(* 1976)

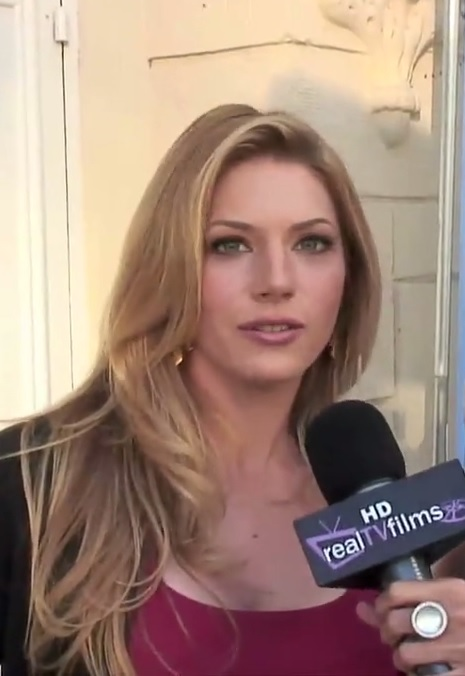
Katheryn Winnick
(* 1977)

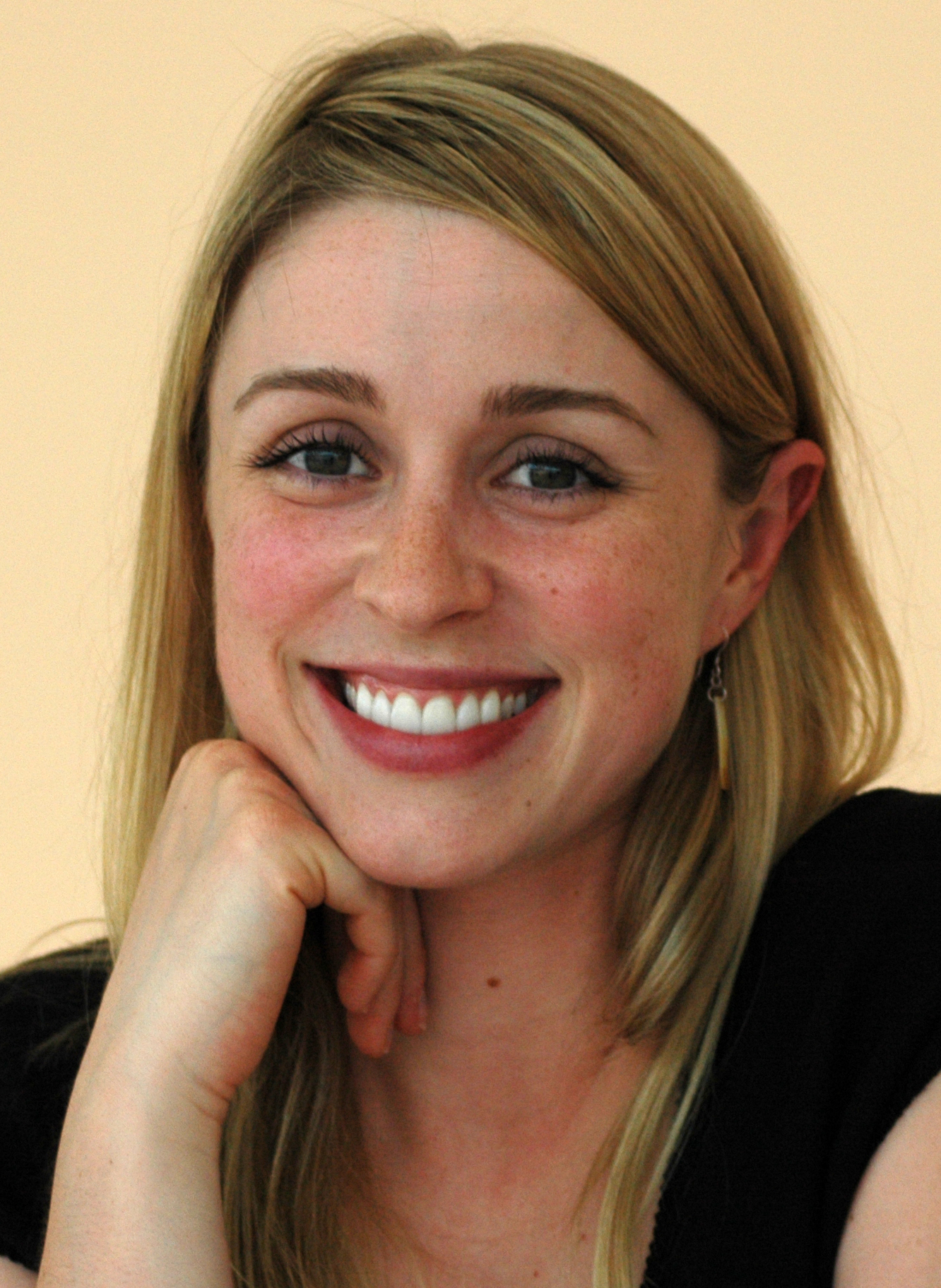
Laura Bertram
(* 1978)

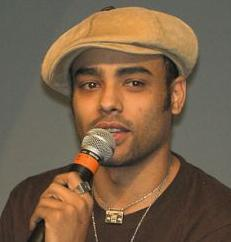
Rainbow Sun Francks
(* 1979)

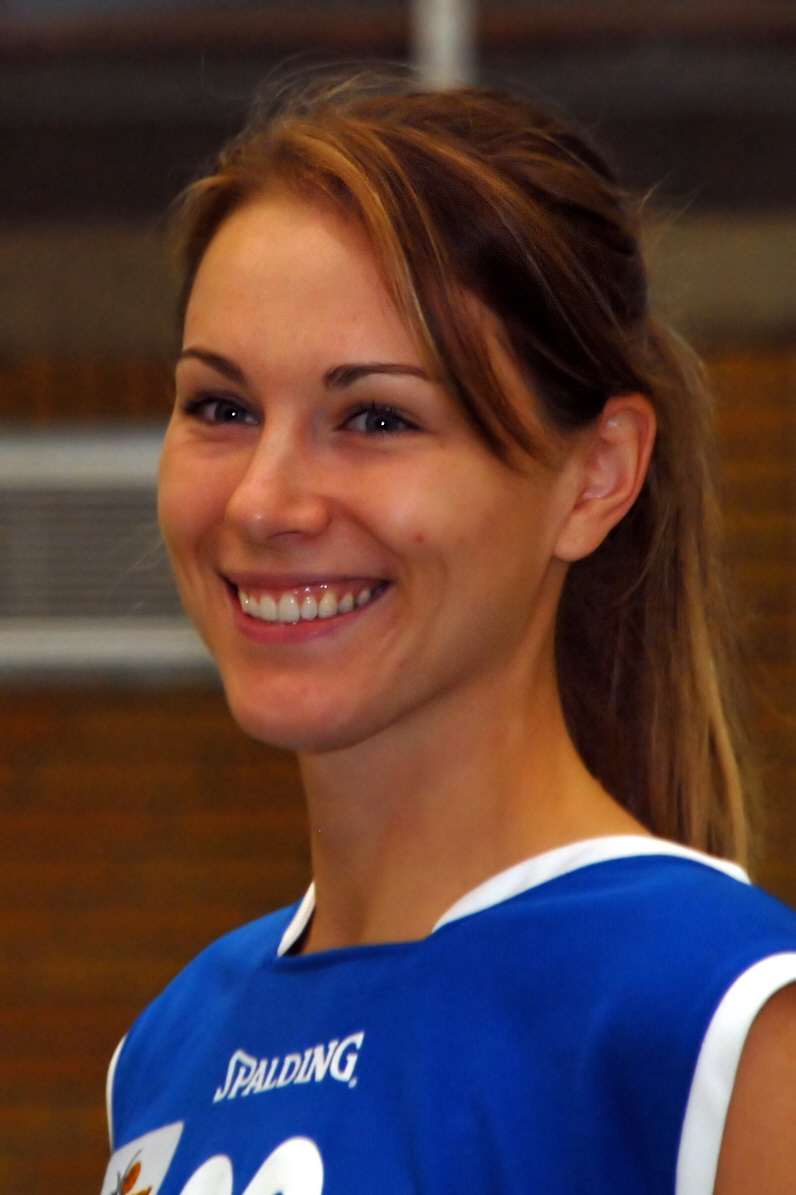
Morgan McLaughlin
(* 1980)

- Emilie-Claire Barlow (* 1976), Jazzsängerin, Synchronsprecherin
- Demore Barnes (* 1976), Schauspieler
- Rachel Blanchard (* 1976), Schauspielerin
- Cindy Dolenc (* 1976), Schauspielerin
- Robin Dunne (* 1976), Schauspieler
- Nick Fraser (* 1976), Jazz- und Improvisationsmusiker
- Gail Kim (* 1976), Wrestlerin
- David Nemirovsky (* 1976), russisch-kanadischer Eishockeyspieler
- Kim Schraner (* 1976), Schauspielerin
- Melissa Stylianou (* 1976), Jazzmusikerin
- Vanessa Webb (* 1976), Tennisspielerin
- Ivan Woods (* 1976), kanadisch-maltesischer Fußballspieler
- Marc Worden (* 1976), Filmschauspieler und Fernsehmoderator

#### 1977
- Jason Bent (* 1977), Fußballspieler und -trainer
- Jim Brennan (* 1977), Fußballspieler und -trainer
- Colin Chaulk (* 1977), Eishockeyspieler
- Laura Jordan (* 1977), Schauspielerin
- Marcel Kars (* 1977), Eishockeyspieler
- Tami Neilson (* 1977), Musikerin
- Miklos Perlus (* 1977), Schauspieler und Drehbuchautor
- Tamara Podemski (* 1977), Schauspielerin
- Jennifer Spence (* 1977), Schauspielerin
- Paul Stalteri (* 1977), Fußballspieler
- Voodoo (* 1977), US-amerikanischer Pornodarsteller und Schauspieler
- Jeff Ware (* 1977), Eishockeyspieler
- Katheryn Winnick (* 1977), Schauspielerin

#### 1978
- Aaron Abrams (* 1978), Schauspieler
- Laura Bertram (* 1978), Schauspielerin
- Inga Cadranel (* 1978), Schauspielerin
- Chad Donella (* 1978), Schauspieler
- Richard Jackman (* 1978), Eishockeyspieler
- Lisa Jakub (* 1978), Schauspielerin
- Gordon Jewett (* 1978), Skilangläufer
- Jamaal Magloire (* 1978), Basketballspieler
- Brandon Sugden (* 1978), Eishockeyspieler

#### 1979
- Veronika Bauer (* 1979), Freestyle-Skierin
- Kristian Bruun (* 1979), Schauspieler
- Karen Cockburn (* 1979), Trampolinturnerin
- Rainbow Sun Francks (* 1979), Schauspieler
- Danso Gordon (* 1979), Schauspieler und Regisseur
- Darren Haydar (* 1979), Eishockeystürmer
- Mpho Koaho (* 1979), südafrikanisch-kanadischer Schauspieler
- Lauren Phoenix (* 1979), kanadische Pornodarstellerin britisch-italienischer Herkunft
- Sarah Polley (* 1979), Schauspielerin
- Peter Sarno (* 1979), Eishockeyspieler
- Adrian Serioux (* 1979), Fußballspieler
- Rob Stewart (1979–2017), Filmproduzent und Fotograf

#### 1980
- Dave Baksh (* 1980), Gitarrist, Sänger und Produzent
- Andrea Bussmann (* 1980), Regisseurin
- Sarah Carter (* 1980), Schauspielerin
- Brandon Cronenberg (* 1980), Filmregisseur und Drehbuchautor
- Omar Ennaffati (* 1980), ungarisch-kanadischer Eishockeyspieler
- Michelle Gurevich (* 1980), Singer-Songwriterin
- Rebecca Henderson (* 1980), Schauspielerin
- Chris Kelly (* 1980), Eishockeyspieler
- Tinsel Korey (* 1980), Schauspielerin
- Jason McCaslin (* 1980), Musiker
- Morgan McLaughlin (* 1980), Basketballspielerin
- Joy Mogensen (* 1980), dänische Politikerin
- Emanuel Sandhu (* 1980), Eiskunstläufer
- Deryck Whibley (* 1980), Musiker (Sum 41)
- Tara Whitten (* 1980), Radsportlerin

### 1981–1990

#### 1981
- Patrick J. Adams (* 1981), Schauspieler
- Stephen Amell (* 1981), Schauspieler
- Clé Bennett (* 1981), Schauspieler
- Luciana Carro (* 1981), Schauspielerin

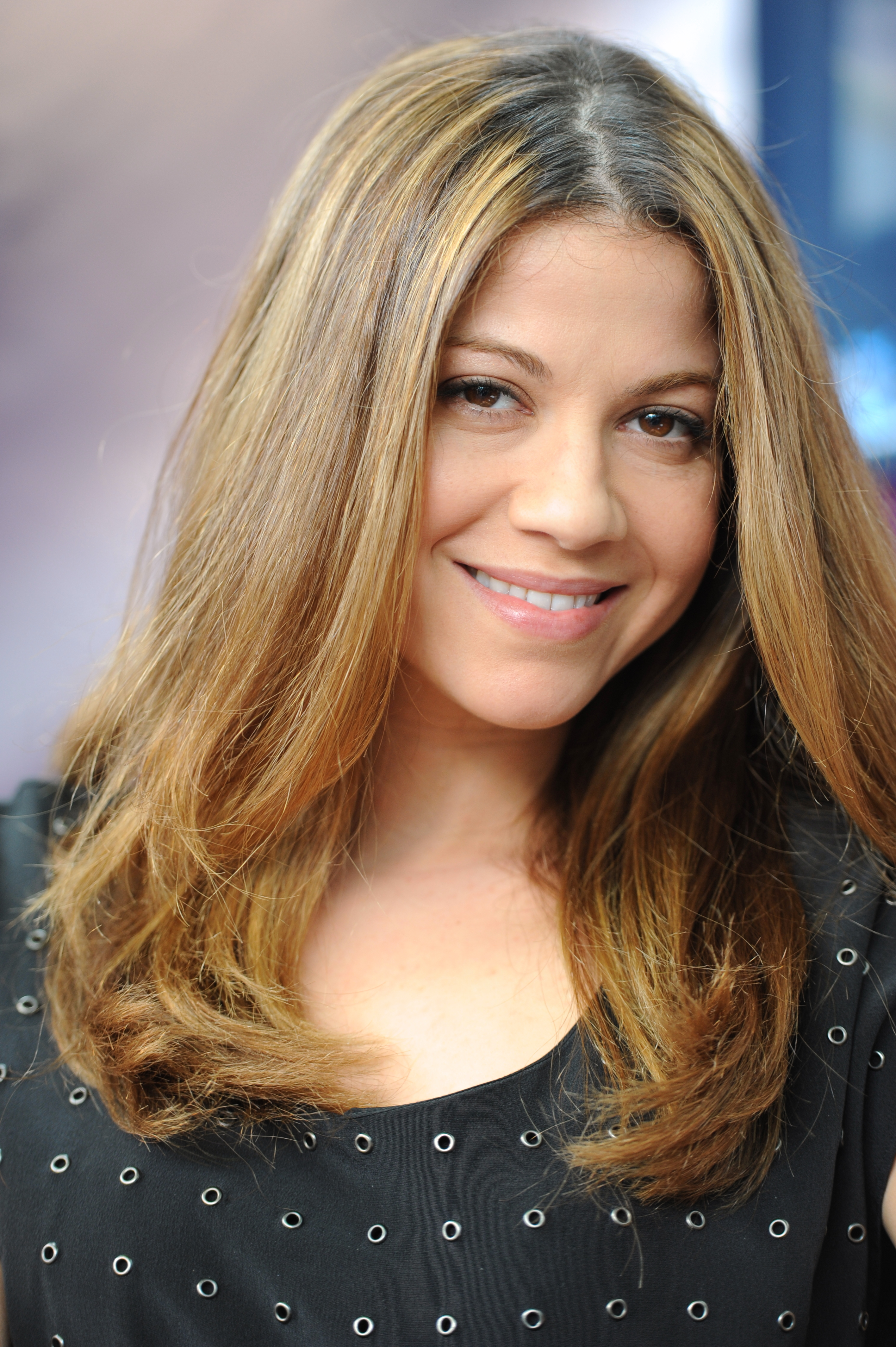
Luciana Carro
(* 1981)

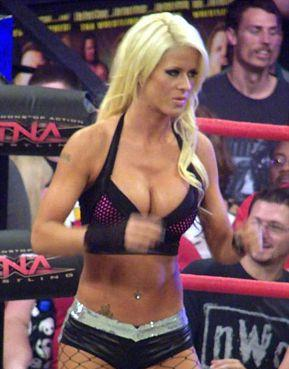
Angelina Love
(* 1981)

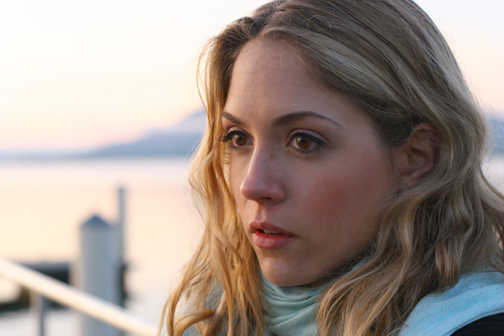
Brooke Nevin
(* 1982)

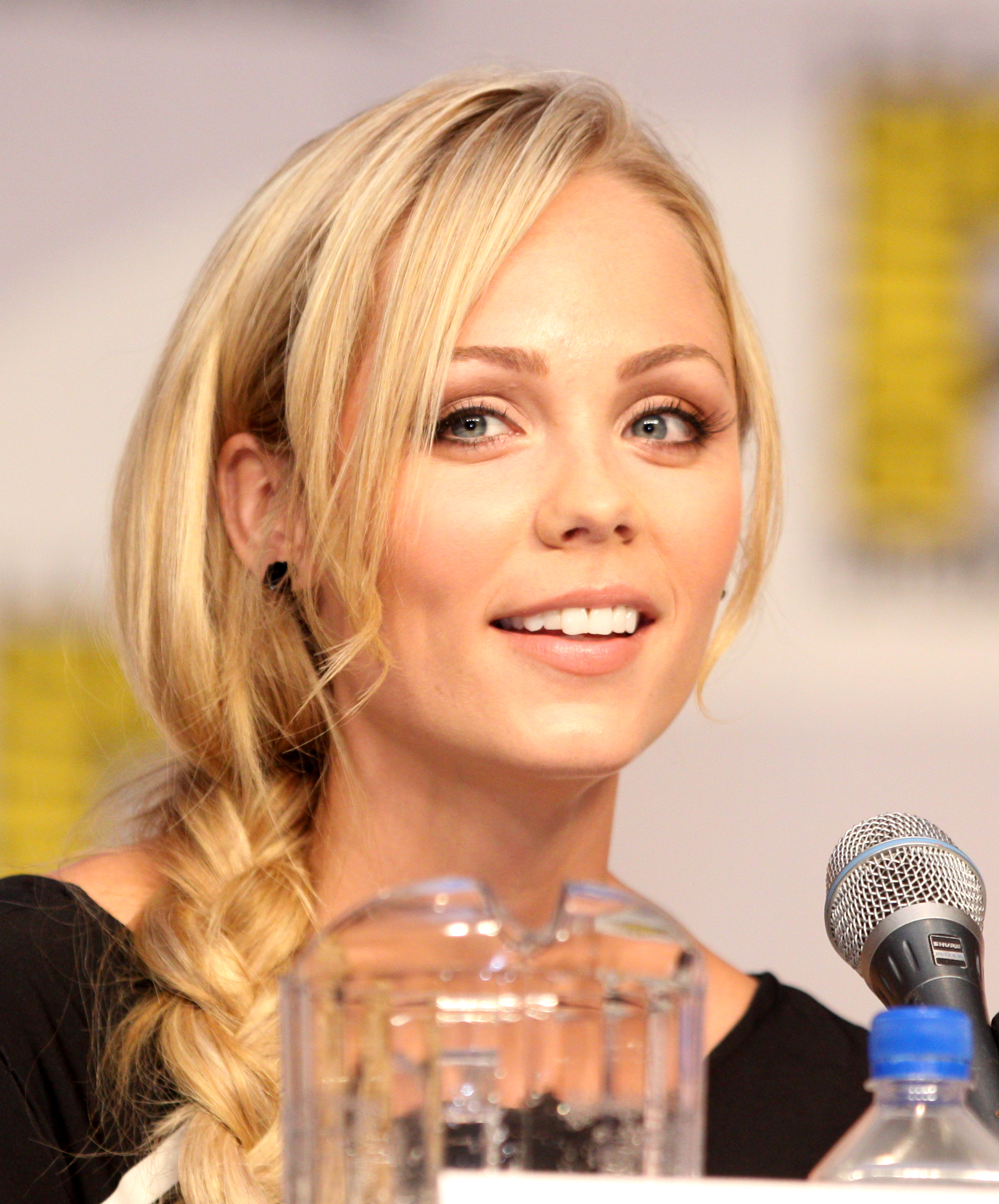
Laura Vandervoort
(* 1984)

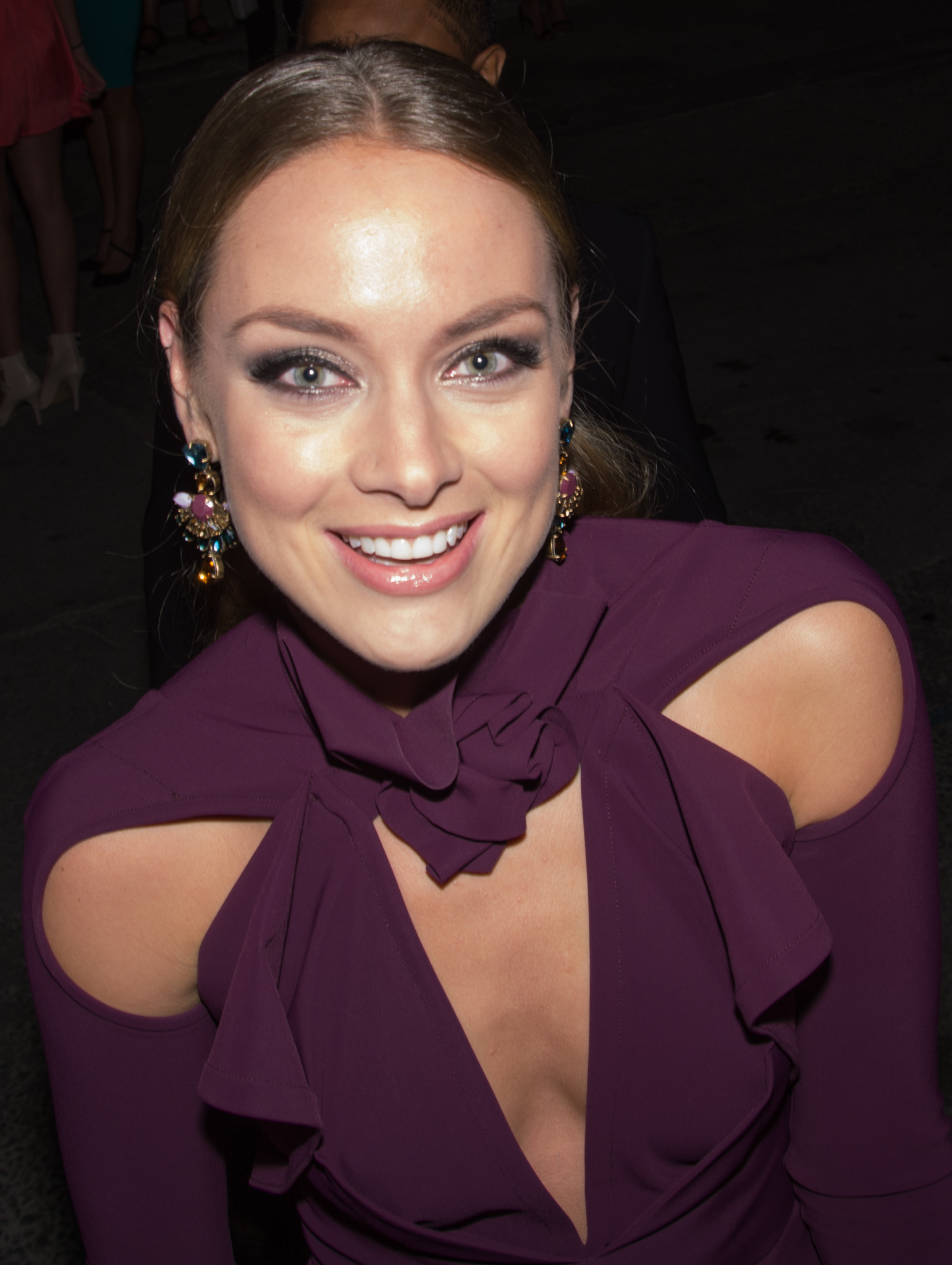
Rachel Skarsten
(* 1985)

- Nicola Correia-Damude (* 1981), Theater- und Filmschauspielerin
- Julian de Guzmán (* 1981), Fußballspieler
- Angelina Love (* 1981), Wrestlerin
- Cherie Piper (* 1981), Eishockeyspielerin
- Nicole Rampersaud (* 1981), Improvisationsmusikerin
- Caterina Scorsone (* 1981), Schauspielerin
- Luke Sellars (* 1981), Eishockeyspieler
- Raffi Torres (* 1981), Eishockeyspieler

#### 1982
- Shawn Desman (* 1982), Sänger
- Brooke D’Orsay (* 1982), Schauspielerin
- Alan Mannus (* 1982), nordirischer Fußballtorhüter
- Lisa Marcos (* 1982), Schauspielerin
- Brooke Nevin (* 1982), Schauspielerin
- Adil Shamasdin (* 1982), Tennisspieler

#### 1983
- Jermaine Anderson (* 1983), Basketballspieler
- Vinessa Antoine (* 1983), kanadische Schauspielerin trinidadisch-tobagischer Herkunft
- Andy Chiodo (* 1983), Eishockeyspieler
- Carlo Colaiacovo (* 1983), italo-kanadischer Eishockeyspieler
- Trevor Daley (* 1983), Eishockeyspieler
- Ari Engel (* 1983), Pokerspieler
- Mark Giordano (* 1983), kanadischer Eishockeyspieler italienischer Herkunft
- Melanie Hall (* 1983), Sängerin
- Hilary Jardine (* 1983), Schauspielerin und Synchronsprecherin
- Kerri-Ann Mitchell (* 1983), Sprinterin
- Andrea Morris (* 1983), Schauspielerin
- Andrew Pantling (* 1983), Pokerspieler und Unternehmer
- Serena Ryder (* 1983), Sängerin und Gitarristin
- Dave Simpson (* 1983), Fußballspieler
- Gregory Smith (* 1983), Schauspieler
- Charlotte Sullivan (* 1983), Schauspielerin
- Joey Votto (* 1983), Baseballspieler
- Stephen Weiss (* 1983), Eishockeyspieler

#### 1984
- David Berry (* 1984), australisch-kanadischer Schauspieler
- Diana Cabrera (* 1984), uruguayisch-kanadische Sportschützin
- Hannah Cheesman (* 1984), Filmschauspielerin, Drehbuchautorin, Produzentin und Regisseurin
- Olumuyiwa Famutimi (* 1984), Basketballspieler
- Tamara Hope (* 1984), Schauspielerin
- Larnell Lewis (* 1984), Fusionmusiker
- Andrea Libman (* 1984), Schauspielerin, Synchronsprecherin und Sängerin
- Dylan Moscovitch (* 1984), Eiskunstläufer
- Siobhan Murphy (* 1984), Filmschauspielerin
- Laura Vandervoort (* 1984), Schauspielerin

#### 1985
- Griffin Benger (* 1985), E-Sportler und Pokerspieler
- Fefe Dobson (* 1985), Sängerin
- Kate Foster (* 1985), britische Snowboarderin
- Robyn Gayle (* 1985), Fußballspielerin
- Peter Jetten (* 1985), Pokerspieler
- Chris Mark (* 1985), Schauspieler, Stuntman, Stunt Coordinator und Kampfkünstler
- Stephanie Nesbitt (* 1985), US-amerikanische Synchronschwimmerin
- Patrick O’Sullivan (* 1985), Eishockeyspieler
- Renee Paquette (* 1985), Schauspielerin, Ringkommentatorin und -interviewerin und ehemaliges Model
- Furious Pete (* 1985), Wettkampfesser und Bodybuilder
- Alison Pill (* 1985), Schauspielerin
- Rachel Skarsten (* 1985), Schauspielerin
- Douglas Smith (* 1985), Schauspieler
- Dov Tiefenbach (* 1981), Schauspieler und Musiker
- Daniel Winnik (* 1985), Eishockeyspieler

#### 1986
- Allison Au (* ≈1986), Jazzmusikerin
- Marc Bendavid (* 1986), Schauspieler
- Dave Bolland (* 1986), Eishockeyspieler
- Jason Burnett (* 1986), Trampolinturner
- Omar Khadr (* 1986), Gefangener

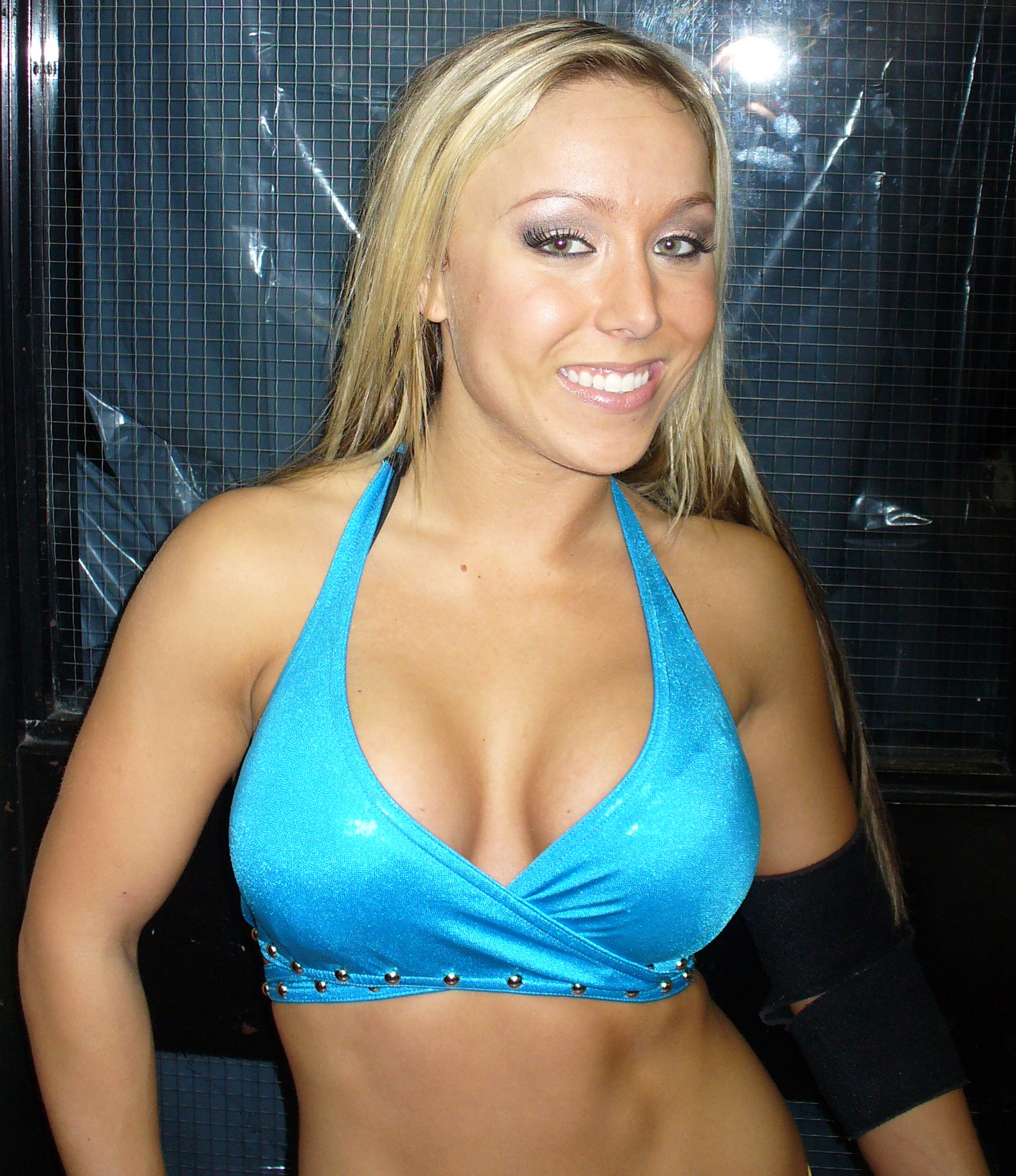
Shantelle Malawski
(* 1986)

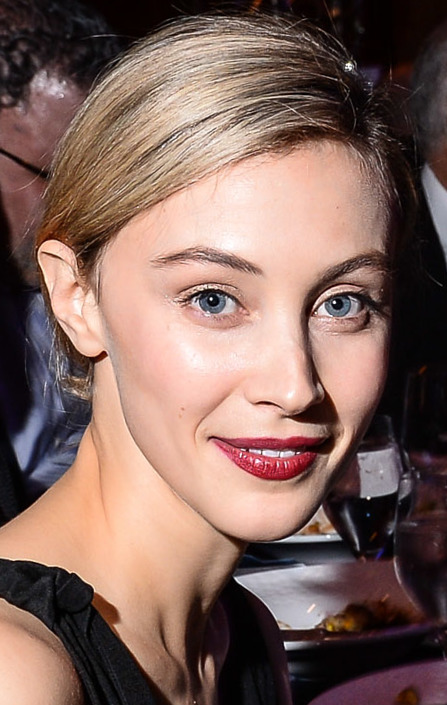
Sarah Gadon
(* 1987)

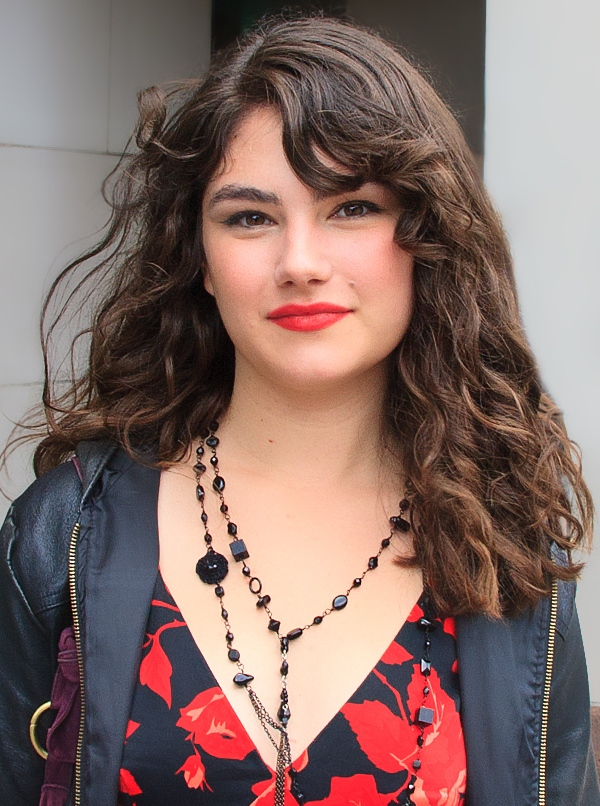
Katie Boland
(* 1988)

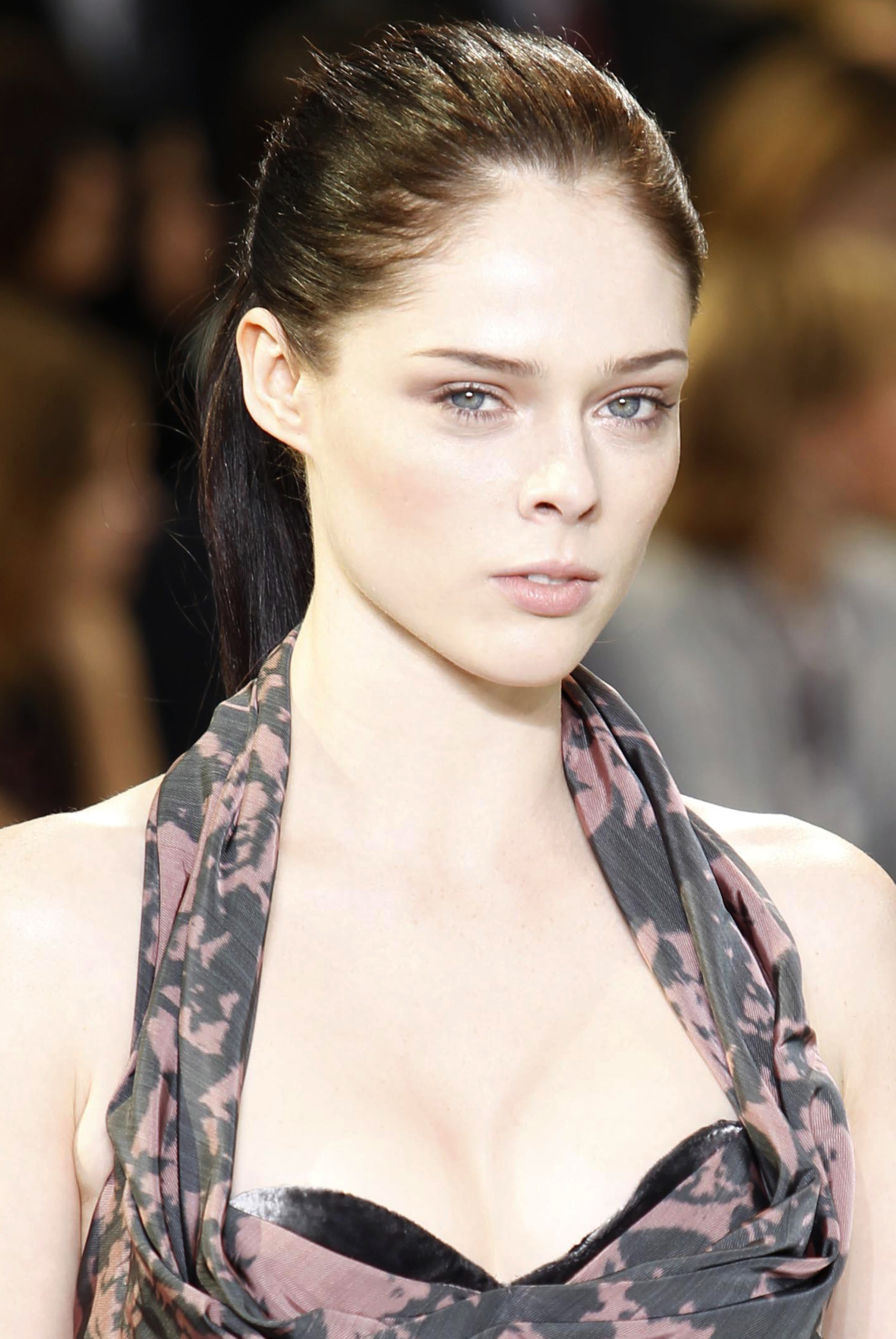
Coco Rocha
(* 1988)

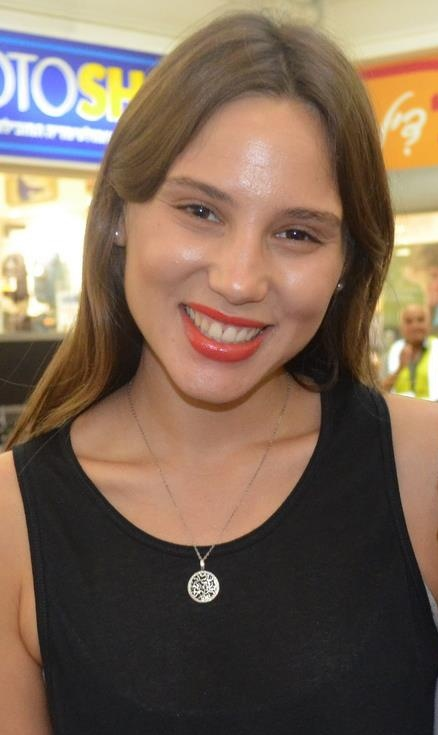
Amit Farkash
(* 1989)

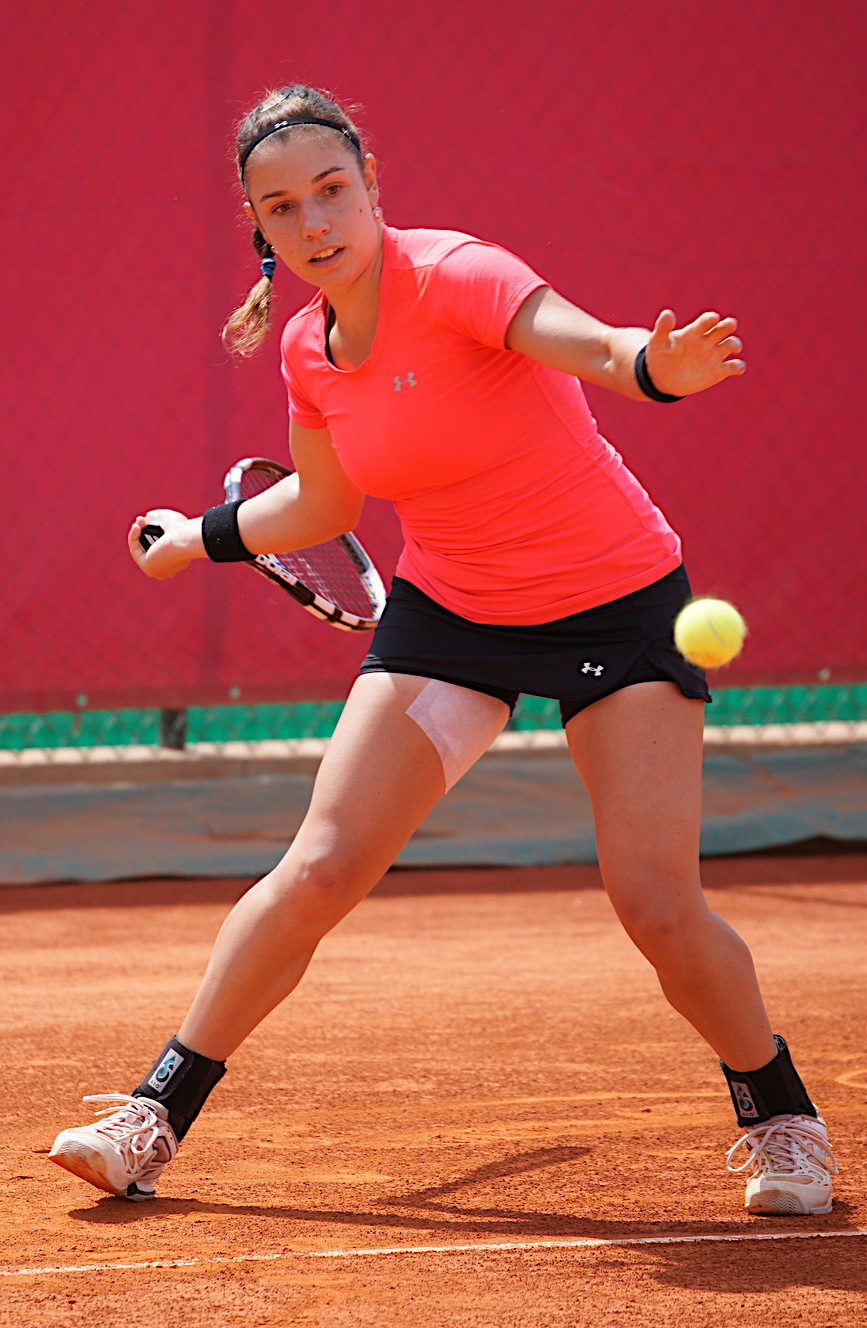
Sharon Fichman
(* 1990)

- Aubrey Drake Graham (* 1986), Schauspieler und Rapper
- Sumela Kay (* 1986), Schauspielerin
- Michael Lambert (* 1986), Snowboarder
- Shantelle Malawski (* 1986), Wrestlerin
- Sorel Mizzi (* 1986), Pokerspieler
- Cal O’Reilly (* 1986), Eishockeyspieler
- Jevohn Shepherd (* 1986), Basketballspieler
- Lara Solnicki (* ≈1986), Jazzmusikerin und Dichterin

#### 1987
- Richard Clune (* 1987), Eishockeyspieler
- Andrew Cogliano (* 1987), Eishockeyspieler
- Mike Duco (* 1987), Eishockeyspieler, -trainer und -funktionär
- Sarah Gadon (* 1987), Schauspielerin
- Ben Gazdic (* 1987), Eishockeyspieler
- Phylicia George (* 1987), Bobsportlerin und Leichtathletin
- Alex Goodman (* 1987), Jazzmusiker
- Jonathan de Guzmán (* 1987), Fußballspieler
- Nikkita Holder (* 1987), Hürdenläuferin
- Will Johnson (* 1987), Fußballspieler
- Joey Lye (* 1987), Softballspielerin
- Kristina May, geborene Valjas (* 1987), Beachvolleyballspielerin
- Shay Mitchell (* 1987), Schauspielerin und Model
- Matt Pelech (* 1987), Eishockeyspieler
- Jenn Proske (* 1987), Schauspielerin
- Michael Seater (* 1987), Schauspieler
- Chris Stewart (* 1987), Eishockeyspieler
- Steven Vitória (* 1987), kanadisch-portugiesischer Fußballspieler
- Brittany Webster (* 1987), Skilangläuferin

#### 1988
- Robbie Amell (* 1988), Schauspieler
- Sarah Barrable-Tishauer (* 1988), Schauspielerin
- Katie Boland (* 1988), Schauspielerin
- Luca Caputi (* 1988), Eishockeyspieler
- Lucas Greenwood (* 1988), Pokerspieler
- Sam Greenwood (* 1988), Pokerspieler
- Matt Halischuk (* 1988), Eishockeyspieler
- Erik Knudsen (* 1988), Schauspieler
- Ghislaine Landry (* 1988), Rugbyspieler
- Barbra Lica (* 1988), Jazzsängerin
- Coco Rocha (* 1988), Model
- Len Väljas (* 1988), kanadischer Skilangläufer estnischer Herkunft

#### 1989
- Jordan Belchos (* 1989), Eisschnellläufer
- Louie Caporusso (* 1989), Eishockeyspieler
- Amit Farkash (* 1989), israelische Schauspielerin und Sängerin
- Luke Gazdic (* 1989), Eishockeyspieler
- Shenae Grimes (* 1989), Schauspielerin
- Bryn McAuley (* 1989), Schauspielerin und Synchronsprecherin
- Martha McCabe (* 1989), Schwimmerin
- Sheila Reid (* 1989), Mittel- und Langstreckenläuferin
- Pernell Karl Subban (* 1989), Eishockeyspieler
- Christopher Tanev (* 1989), Eishockeyspieler
- Robert Wickens (* 1989), Automobilrennfahrer

#### 1990
- Andrew Barsalona (* 1990), Fußballspieler
- Brittany Bristow (* 1990), Schauspielerin
- Daniel Dearing (* 1990), Beachvolleyballspieler
- Sharon Fichman (* 1990), Tennisspielerin
- Tamara Jewett (* 1990), Triathletin
- Rebecca Marino (* 1990), Tennisspielerin
- Taylor Mitchell (1990–2009), Folksängerin
- Aquiles Navarro (* ≈1990), panamaischer Jazzmusiker
- Philip Osei (* 1990), Leichtathlet
- Alex Pietrangelo (* 1990), Eishockeyspieler
- Kelsey Stevenson (* 1990), Tennisspieler
- Abel Tesfaye, auch: The Weeknd, (* 1990), Sänger

### 1991–2000

#### 1991
- Jesse Blacker (* 1991), Eishockeyspieler
- Devon Bostick (* 1991), Schauspieler
- MacKenzie Boyd-Clowes (* 1991), Skispringer
- Casey Cizikas (* 1991), Eishockeyspieler
- Steven Diez (* 1991), Tennisspieler

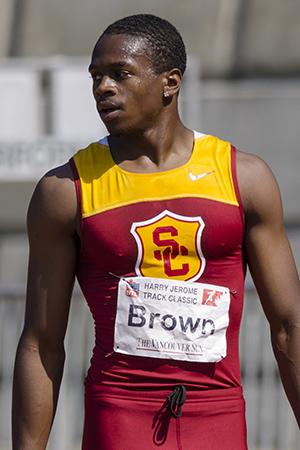
Aaron Brown
(* 1992)

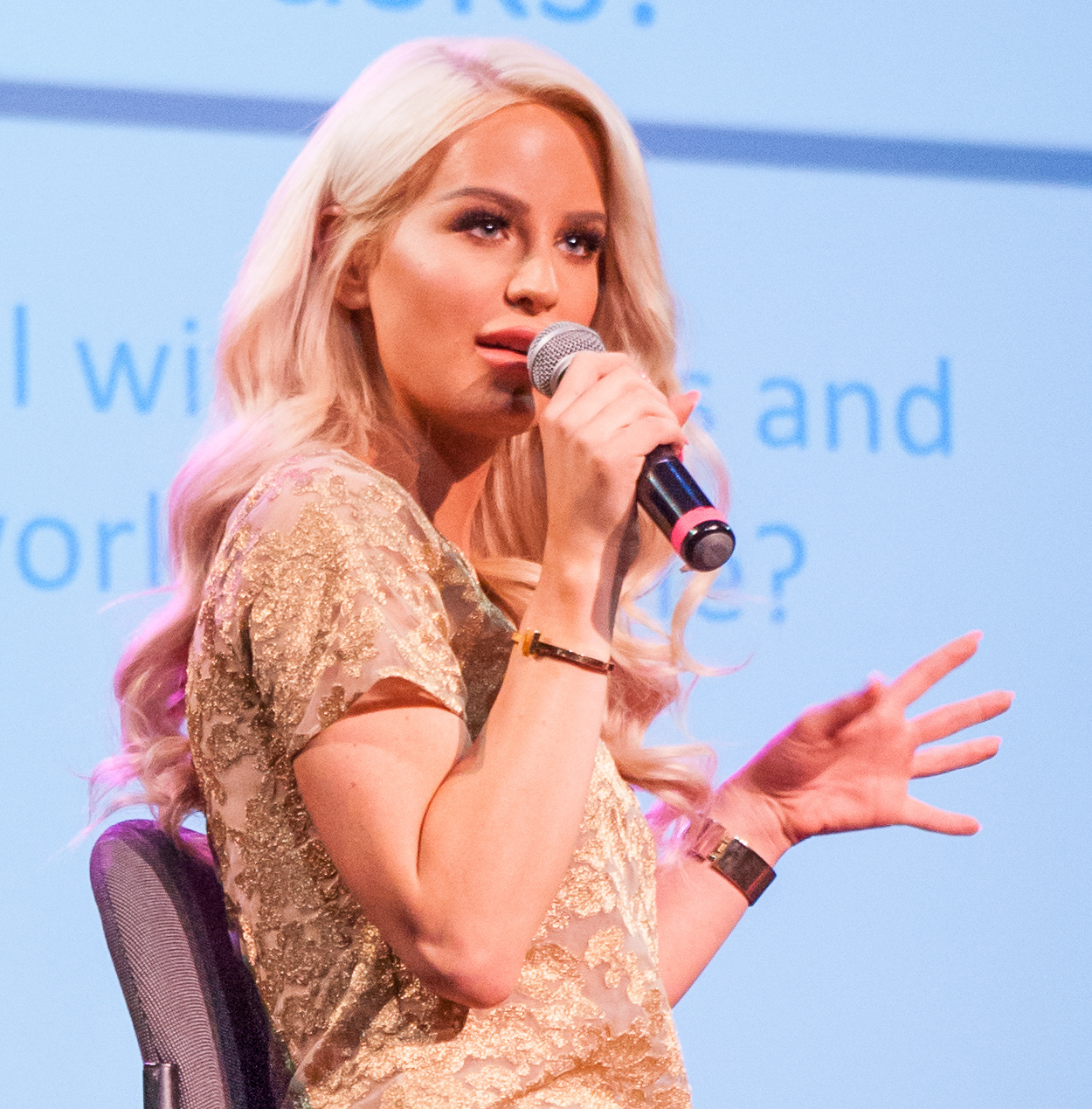
Gigi Gorgeous
(* 1992)

- Cory Joseph (* 1991), Basketballspieler
- Ashtone Morgan (* 1991), Fußballspieler
- Max Morrow (* 1991), Schauspieler
- Lyla Porter-Follows (* 1991), kanadisch-US-amerikanische Schauspielerin
- Dwight Powell (* 1991), Basketballspieler
- Reilly Smith (* 1991), Eishockeyspieler
- Brandon Tanev (* 1991), Eishockeyspieler

#### 1992
- Aaron Brown (* 1992), Sprinter
- Lucas Cavallini (* 1992), Fußballspieler
- Nick Chappell (* 1992), US-amerikanischer Tennisspieler
- Jordan Francis (* 1992), Rapper, Komponist, Schauspieler und Schauspieler
- Andrés Fresenga (* 1992), Fußballspieler
- Gigi Gorgeous (* 1992), Internetberühmtheit
- Zach Hyman (* 1992), Eishockeyspieler
- Emily Kassie (* 1992), Investigativjournalistin und Filmemacherin
- Tory Lanez (* 1992), Rapper und Sänger
- Zack Meyer (* 1992), Automobilrennfahrer
- Britne Oldford (* 1992), Schauspielerin
- Jamie Oleksiak (* 1992), Eishockeyspieler
- Jonathan Osorio (* 1992), kanadisch-kolumbianischer Fußballspieler
- Brendon Rodney (* 1992), Leichtathlet
- Madison Sołow (* 1992), polnisch-kanadische Fußballspielerin
- Mike Sullivan (* 1992), Eishockeyspieler

#### 1993
- Anthony Bennett (* 1993), Basketballspieler
- Anthony Camara (* 1993), Eishockeyspieler[12]
- Chanice Chase-Taylor (* 1993), Leichtathletin
- Frank Corrado (* 1993), Eishockeyspieler
- Barclay Goodrow (* 1993), Eishockeyspieler
- Dougie Hamilton (* 1993), Eishockeyspieler
- Stephan James (* 1993), Filmschauspieler
- Atticus Mitchell (* 1993), Schauspieler
- Cristine Prosperi (* 1993), Schauspielerin
- Daniel Roher (* 1993), Dokumentarfilmregisseur
- Malcolm Subban (* 1993), Eishockeytorwart

#### 1994
- Candace Crawford (* 1994), Skirennläuferin
- Winnie Harlow (* 1994), Model
- Connor Jessup (* 1994), Schauspieler
- Mark-Anthony Kaye (* 1994), kanadisch-jamaikanischer Fußballspieler
- Aislinn Paul (* 1994), Schauspielerin
- Adam Pelech (* 1994), Eishockeyspieler
- Tom Wilson (* 1994), Eishockeyspieler

#### 1995
- Fraser Aird (* 1995), Fußballspieler
- Trae Bell-Haynes (* 1995), Basketballspieler
- Sophie Bukovec (* 1995), Beachvolleyballspielerin
- Stephanie Bukovec (* 1995), kroatische Fußballnationalspielerin
- Amy Forsyth (* 1995), Filmschauspielerin
- Jennifer Jackson (* 1995), Cross-Country-Mountainbikerin und Skilangläuferin
- Richie Laryea (* 1995), Fußballspieler
- Nicholas Latifi (* 1995), Automobilrennfahrer
- Ashley Lawrence (* 1995), Fußballspielerin
- Emma Seligman (* 1995), Drehbuchautorin und Filmregisseurin
- Samantha Weinstein (1995–2023), Schauspielerin und Synchronsprecherin
- Andrew Wiggins (* 1995), Basketballspieler

#### 1996
- Justyn Knight (* 1996), Leichtathlet
- Andrew Mangiapane (* 1996), Eishockeyspieler

#### 1997
- Martín Amuz (* 1997), uruguayischer Fußballspieler
- Anthony Cirelli (* 1997), Eishockeyspieler
- Liam Corrigan (* 1997), US-amerikanischer Ruderer
- James Crawford (* 1997), Skirennläufer
- Eliana Jones (* 1997), Schauspielerin
- Philip Kim (* 1997), Breakdancer
- Alejandro Tabilo (* 1997), chilenischer Tennisspieler
- Brittney Tam (* 1997), Badmintonspielerin
- Andreas Vaikla (* 1997), estnisch-kanadischer Fußballtorhüter

#### 1998
- Mac Caruana (* 1998), Eishockeyspieler
- Kyra Constantine (* 1998), Sprinterin
- Gabrielle Daleman (* 1998), Eiskunstläuferin
- Richlord Ennin (* 1998), Fußballspieler
- Mario Ferraro (* 1998), Eishockeyspieler
- Liam Fraser (* 1998), Fußballspieler
- Natalie Ganzhorn (* 1998), Schauspielerin
- Shai Gilgeous-Alexander (* 1998), Basketballspieler
- Jordan Kyrou (* 1998), Eishockeyspieler
- Keana Lyn Bastidas (* 1998), Schauspielerin
- Molly McBain (* 1998), Beachvolleyballspielerin
- Shawn Mendes (* 1998), Popsänger
- Victor Mete (* 1998), Eishockeyspieler
- Jazz Shukla (* 1998), Mittelstreckenläuferin

#### 1999
- Marcus Carr (* 1999), Basketballspieler
- Dakota Goyo (* 1999), Schauspieler
- Carson MacCormac (* 1999), Schauspieler
- Stefano Mitchell (* 1999), antiguanischer Schwimmer
- Roman Sadovsky (* 1999), Eiskunstläufer
- Katherine Sebov (* 1999), Tennisspielerin
- Zoe Sherar (* 1999), Sprinterin

#### 2000
- Ali Ahmed (* 2000), kanadisch-äthiopischer Fußballspieler
- Devlin DeFrancesco (* 2000), kanadisch-italienischer Automobilrennfahrer
- Ty Dellandrea (* 2000), Eishockeyspieler
- Liam Foudy (* 2000), Eishockeyspieler
- Xander Ketrzynski (* 2000), Volleyballspieler
- Jack McBain (* 2000), Eishockeyspieler
- Jordyn Negri (* 2000), Schauspielerin
- Penny Oleksiak (* 2000), Schwimmerin
- Yan Juncheng (* 2000), chinesischer Eishockeyspieler

## 21. Jahrhundert
- Ella Ballentine (* 2001), Schauspielerin
- Markela Bejleri (* 2001), Fußballspielerin
- Riele Downs (* 2001), Schauspielerin
- Kiara Glasco (* 2001), Schauspielerin
- Alex Hook (* 2001), Schauspielerin
- Cole Ketrzynski (* 2001), Volleyballspieler
- D’Pharaoh Woon-A-Tai (* 2001), Filmschauspieler
- Brian Yang (* 2001), Badmintonspieler
- Amir Batyrew (* 2002), russischer Fußballspieler
- Jada Bui (* 2002), Tennisspielerin
- Jamie Drysdale (* 2002), Eishockeyspieler
- Zach Edey (* 2002), Basketballspieler
- Filip Geljo (* 2002), Schauspieler
- Abdullahi Hassan (* 2002), Mittelstreckenläufer
- Joshua Liendo (* 2002), Schwimmer
- Jayden Nelson (* 2002), Fußballspieler
- Joshua Primo (* 2002), Basketballspieler
- Emma Raducanu (* 2002), britische Tennisspielerin
- Jacen Russell-Rowe (* 2002), kanadisch-jamaikanischer Fußballspieler
- Antonio Serravalle (* 2002), Autorennfahrer
- Sierra Cota-Yarde (* 2003), kanadisch-portugiesische Fußballspielerin
- Wyatt Johnston (* 2003), Eishockeyspieler
- Adam Fantilli (* 2004), Eishockeyspieler
- Peyton Kennedy (* 2004), Kinderdarstellerin
- Olivia Smith (* 2004), Fußballspielerin
- Kyle Breitkopf (* 2005), Schauspieler und Synchronsprecher
- Oumar Diallo (* 2005), Fußballspieler
- Summer McIntosh (* 2006), Schwimmerin
- Enes Sali (* 2006), rumänisch-kanadischer Fußballspieler
- Skyler Wexler (* 2006), Schauspielerin
- Kate Moyer (* 2008), Schauspielerin

## Geburtsjahr unbekannt
- Ellen Dubin (* 19**), Schauspielerin
- Kirk Elliott, Multiinstrumentalist und Komponist
- Rocco Matteo, Szenenbildner
- Suba Sankaran (* ≈1975), Musikerin